# Rhode Island
Rhode Island (IPA: [ˈɹoʊd ˈaɪ.lənd] kiejtéseⓘ), teljes nevén Rhode Island állam (State of Rhode Island) az Amerikai Egyesült Államok időrendben 13. tagállama az ország új-angliai részén. Fővárosa Providence. Ez a legkisebb területű állam (a területe szinte megegyezik Győr-Moson-Sopron vármegye területével). Szomszédai: nyugaton Connecticut, északon és keleten Massachusetts; délnyugaton tengeren New York állam (Long Island).
Rhode Island nevével („Rodosz-sziget”) ellentétben nem sziget, hanem nagyrészt a szárazföldön fekszik. A teljes neve két kolónia nevéből adódik: Providence ültetvény a mai Providence városának helyén feküdt, az „eredeti” Rhode Island pedig valószínűleg a mai Aquidneck-sziget megnevezése volt (ez az állam legnagyobb szigete) a Narragansett-öbölben. Ezek összetételéből született a 2020-ig hivatalos Rhode Island állam és Providence ültetvény megnevezés. Becenevét, az Óceánállamot azért kapta, mert az állam területének közel harmada az Atlanti-óceánhoz tartozó vízfelület.
A 13 amerikai kolónia közül Rhode Island nyilvánította ki először függetlenségét a brit uralomtól, de közülük az utolsóként ratifikálta az amerikai alkotmányt. 1524-ben az olasz Giovanni da Verrazzano volt az első olyan európai, aki Rhode Island területére tévedt. Mivel az állam az Atlanti-óceán partján fekszik, az gazdaságában és kultúrájában is meghatározó szereppel bír; számtalan ételkészítési mód az Amerikai Egyesült Államokban szinte kizárólag csak Rhode Islandre jellemző, más államokban nem vagy csak nehezen lelhető fel.

## Nevének eredete

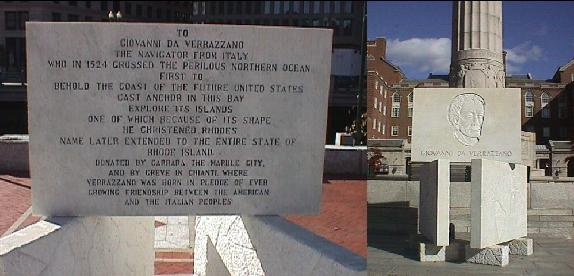
A Verrazzano-emlékmű

Nem tisztázott, hogy lett a korábban Aquidneck Island néven ismert helyből Rhode Island. 1524-ben Giovanni da Verrazzano fedezett fel a Narragansett-öbölben egy szigetet, ami a görög Rodoszra emlékeztette. Luisának nevezte el a francia királyné, Savoyai Lujza tiszteletére, és „nagyjából Rodosz-méretűnek” írta le. Nem világos, melyik szigetre utalnak Verrazzano feljegyzései; mindenesetre a későbbi gyarmatosítók úgy döntöttek, a Rhode Island nevet az Aquidneck Islandre alkalmazzák. Legkorábbi említése Roger Williamsnél fordul elő 1637-ben, és hivatalosan 1644-től alkalmazzák a szigetre: „Aquethneck mától fogva az Ile of Rods vagy Rhod-Island nevet viseli.” Isle of Rodes („Rhodosz szigete”) néven szerepel jogi dokumentumokban 1646-ban is.
Egy másik népszerű elmélet a név eredetére abból a tényből fakad, hogy Adriaen Block az 1610-es években tett expedíciói során elhaladt az Aquidneck Island mellett, melyet az utazásairól 1625-ben írt beszámolóban „vöröses kinézetű szigetként” írt le (korabeli holland nyelven een rodlich Eylande). A holland térképek már 1659-ben Roode Eylant, azaz „Vörös sziget” néven említik. A történészek feltételezése szerint a szigetet a hollandok (valószínűleg maga Adriaen Block) vagy vöröses őszi lombjairól vagy a part egyes szakaszain található vörös agyagról nevezték el. Block 1614-ben felfedezett egy másik szigetet is a környéken, a saját magáról elnevezett Block-szigetet; egy feltételezés szerint valójában ez volt az, amit Verrazzano felfedezett, de a későbbi gyarmatosítók azt hitték, az Aquidneck-szigetről írta, hogy Rodoszra emlékezteti.
Roger Williams volt azon első teológusok egyike, akik a vallásszabadságért, az állam és az egyház szétválasztásáért, a rabszolgaság eltörléséért és az őslakóknak nyújtandó jogokért lépett síkra, és akit ezen nézetei miatt száműztek a Massachusetts-öbölbéli Kolóniából. Williams és követői a mai Providence helyén találtak új otthonra, ahol Providence-ültetvény néven hozták létre saját közösségüket, mint úgynevezett szabad kolóniát. A providence jelentése isteni gondviselés, az „ültetvény” szó az angol nyelvben ekkoriban a kolónia egyik szinonimája volt.
A Rhode Island és Providence Ültetvény a leghosszabb amerikai államnév volt. 2009. június 25-én az állam törvényhozása úgy határozott, hogy a lakosság egy népszavazás során döntsön arról, hogy kivegyék vagy megtartsák-e a hivatalos elnevezésben a Providence Ültetvény tagot, mivel a legtöbben az ültetvény szó alapján (ez esetben tévesen) a rabszolgaságra asszociálnak és azt hiszik, a megnevezés erre utal. A referendumot 2010. november 2-án tartották meg, amin a helyiek elsöprő többsége (78%) a megnevezés megtartása mellett tette le voksát.
Egy 2020 novemberében tartott referendumon a lakosság megszavazta az állam hivatalos nevéből a "Providence Ültetvények" tagot, így Rhode Island állam névre változott.

## Földrajza

Rhode Island domborzati térképe

Rhode Island teljes területe mintegy 3140 km², északon és keleten Massachusetts, nyugaton Connecticut, délen a Rhode Island-i szoros és az Atlanti-óceán határolja. Tengeri határa a Block-sziget és Long Island között New York állammal érintkezik.
Felszíne többnyire lapos, számottevő kiemelkedéssel nem rendelkezik, átlagos magassága 60 méter a tengerszint felett. Legmagasabb természetes pontja a Jerimoth Hill, amely 247 méterrel magasodik a tenger szintje fölé. Számos tengerparti stranddal rendelkezik.
Tágabban értelmezve maga az állam az Appalache régió új-angliai (New England) tartományán belül helyezkedik el. Földrajzilag az államnak két elkülönülő tájegysége van: Kelet-Rhode Islandben találhatóak a Narragansett-öböl alföldjei, míg Nyugat-Rhode Island az Új-angliai felföld részét képezi. Erdői az Északkeleti partvidéki ökorégió részét képezik.
A Narragansett-öböl mélyen benyúlik délről az állam területére, ezért igen meghatározó a terület földrajzában. Mintegy 30 szigete közül a legnagyobb az Aquidneck-sziget, ahol Newport, Middletown és Portsmouth városa található. A második legnagyobb sziget Conanicut, a harmadik pedig Prudence. A Block-sziget a parttól mintegy 19 km-re délre található az Atlanti-óceánban.
Egyedül az állam területén (pontosabban Cumberland városában) található meg a cumberlandit nevű ásvány, ami az állam egyik jelképe. Eredetileg két helyen lehetett bányászni, de mivel az ásvány a vasérc egy fajtája, az egyik lelőhelyét a vastartalomért teljesen kibányászták.

### Éghajlata
Rhode Island éghajlata nedves kontinentális, meleg, csapadékos nyárral és hűvös téllel. A Rhode Islandben valaha mért legmagasabb hőmérséklet 40 °C volt 1975. augusztus 2-án, Providence-ben. A valaha mért legalacsonyabb hőmérséklet -32 °C, 1996. február 5-én, Greene-ben. A havi átlaghőmérséklet -7 °C és +28 °C között ingadozik.
| Hónap                         | Jan. | Feb. | Már. | Ápr. | Máj. | Jún. | Júl. | Aug. | Szep. | Okt. | Nov. | Dec. | Év   |
| ----------------------------- | ---- | ---- | ---- | ---- | ---- | ---- | ---- | ---- | ----- | ---- | ---- | ---- | ---- |
| Átlagos max. hőmérséklet (°C) | 2,8  | 3,9  | 8,9  | 14,4 | 20,6 | 25,0 | 28,3 | 27,2 | 22,8  | 17,2 | 11,1 | 5,6  | 15,7 |
| Átlagos min. hőmérséklet (°C) | −6,7 | −5,0 | −1,1 | 3,9  | 9,4  | 14,4 | 17,8 | 17,2 | 12,8  | 6,1  | 1,7  | −3,3 | 5,7  |
| Átl. csapadékmennyiség (mm)   | 111  | 88   | 113  | 106  | 93   | 86   | 81   | 99   | 94    | 94   | 112  | 105  | 1180 |
| Forrás:                       |      |      |      |      |      |      |      |      |       |      |      |      |      |

## Történelme

### A gyarmati kor: 1636–1770

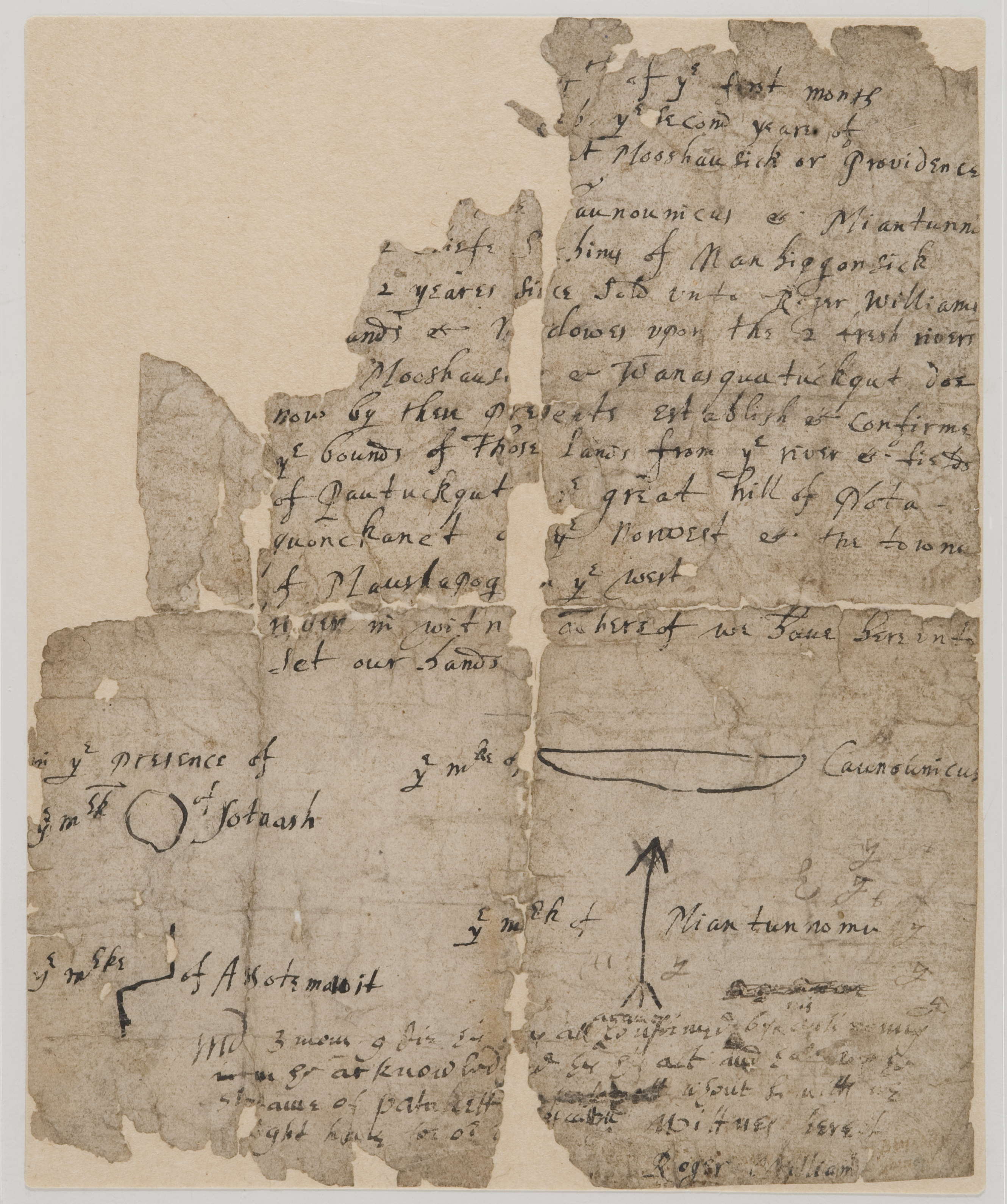
Rhode Island földjének adománylevele 1636-ból, Canonicus törzsfőnök aláírásával

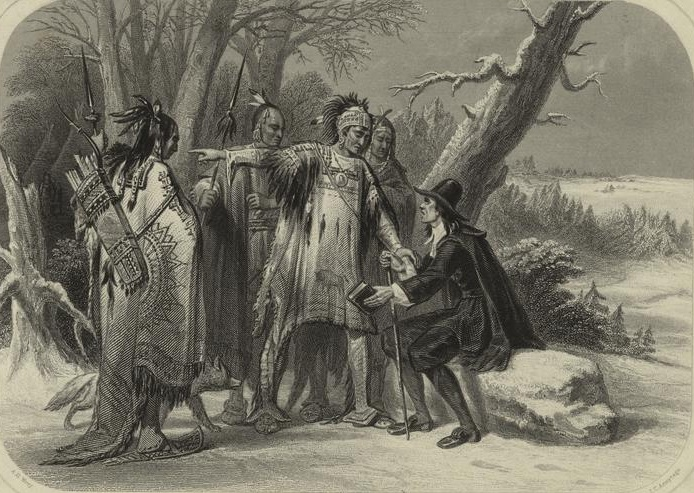
Roger Williams és a narragansett indiánok

1636-ban Roger Williams, miután a Massachusetts-öbölbeli kolóniáról száműzték vallási nézetei miatt, a Narragansett-öböl csúcsán telepedett le, azon a földön, amelyet a narragansett és a pequot indiántörzs adott át neki. Ezt a földet Providence-nek nevezte el és kinyilvánította a vallásszabadságot. A lelkiismereti szabadság lenézői a földet Rogue’s Island (Szélhámosok szigete) néven is emlegették. A terület kolóniáinak törvényei megelőzték korukat: eltörölték a boszorkánypereket, az adósok börtönét, a halálbüntetés legtöbb formáját, és 1652. május 18-án a rabszolgaságot is.
1638-ban, miután tárgyaltak Williamsszel, Anne Hutchinson, William Coddington, John Clarke, Philip Sherman és más vallási disszidensek az Aquidneck-szigeten telepedtek le (amit akkoriban Rhode Island néven emlegettek). Ezt a szigetet a helyi őslakóktól, a pokasszet törzstől vásárolták meg. Az ott lévő Portsmouth városát a Portsmouthi Szerződés alapján kormányozták. A sziget déli részén, miután összekülönböztek az alapítókkal, létrehozták Newport települést.
Samuel Gorton 1642-ben Shawometnél megvette az őslakos indiánok földjeit, ezzel fegyveres konfliktust robbantott ki a Massachusetts-öbölbeli Kolóniával. 1644-ben Providence, Portsmouth és Newport közös függetlenséggel egyesült Rhode Island és Providence Ültetvény név alatt, és innentől egy választott tanács és annak az elnöke kormányozta. II. Károly angol király 1648-ban külön okiratban erősítette meg Gorton és társai jogait; Gorton támogatója után Warwicknak nevezte el települését. Ezek a szövetséges kolóniák az 1663-as cikkely alapján egyesültek, amelyet 1842-ig az állam alkotmányaként kezeltek.
Bár Rhode Island békében élt az őslakos indiánokkal, más új-angliai kolóniák kapcsolata feszült volt velük. Ez néha vérontáshoz is vezetett annak ellenére, hogy Rhode Island vezetése megpróbált közvetíteni köztük a béke érdekében. A Metacomet wampanoag indián törzsfő angol nevéről „Fülöp király háborúja”-ként ismert fegyveres konfliktus (1675–1676) alatt mindkét oldal rendszeresen megsértette Rhode Island semlegességét. A háború legnagyobb csatája is Rhode Island területén zajlott, amikor Massachusetts, Connecticut és Plymouth csapatai Josiah Winslow tábornok vezénylete alatt, 1675. december 19-én megtámadták és elpusztították a narragansett indiánok megerősített települését Rhode Island déli részén, a Nagy Mocsárban. A narragansett indiánok is támadtak, és Rhode Island számos városát felégették, beleértve Providence-t is, bár ők megengedték a lakosságnak, hogy időben távozzanak. A háború egyik utolsó csatájában a connecticuti csapatok Rhode Island területén levadászták és megölték a narragansett háborús vezetőt, Metacometet.
A kolóniát 1686-ban – amikor II. Jakab angol király megpróbálta megerősíteni a királyi fennhatóságot Brit Észak-Amerika önálló kolóniái felett – beolvasztották az Új-angliai Domíniumba (New England Dominium). Az angol polgári forradalom (1688) után a kolónia kivívta függetlenségét a Királyi Cikkely hatálya alól. A gazdaság alapja továbbra is a földművelés volt, különösen a tejgazdaságok és a halászat. A fakitermelés és a hajóépítés is fontos iparággá vált ebben az időben. Ismét megjelent az 1652-ben már eltörölt rabszolgaság is, bár nincsenek adatok arról, hogy a törvény engedélyezte volna. A történelem fura fintora, hogy a rabszolga-kereskedelemnek köszönhetően a kolónia később virágzásnak indult, a rabszolga-kereskedelmi háromszög egyik jövedelmező szakaszaként a Karib-térségből származó cukornádból főztek rumot, melyet Afrikában értékesítettek.
A területén található Brown Egyetemnek köszönhetően Rhode Island egyike annak a mindössze nyolc államnak, amelynek már a függetlenségi háború előtt is felsőoktatási intézmény működött a területén.

### A forradalomtól az iparosításig: 1770–1860

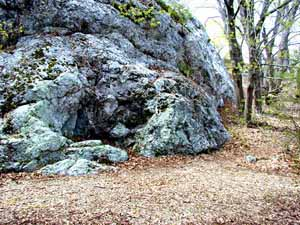
„Fülöp király trónja” – indián gyülekezőhely a Mount Hope-on

Rhode Island függetlenségi hagyományai vezető szerepet biztosítottak számára az amerikai függetlenségi háborúban. 1772-ben itt omlott először vér a háború során, amikor providence-i polgárok egy csoportja megtámadott egy lehorgonyzott brit hajót, melynek feladata a népszerűtlen brit kereskedelmi szabályozások kikényszerítése volt. Az incidens Gaspee-ügyként lett ismert.
Rhode Island volt az első a 13 amerikai gyarmat közül, amely feladta a brit koronának tett állampolgári hűségét, 1776. május 4-én. Ugyanekkor ez az állam volt a 13., azaz az utolsó az egykori gyarmatok közül, amely ratifikálta az Amerikai Egyesült Államok alkotmányát – 1790. május 29-én tette meg, miután biztosították afelől, hogy a Bill of Rights az alkotmány részévé válik, és miután megfenyegették, hogy exportcikkeit úgy adóztatják meg, mint minden idegen országét.
A forradalom alatt a britek elfoglalták Newportot. Egy vegyes, francia–amerikai egység azért harcolt, hogy kiszorítsa őket az Aquidneck-szigetről. Portsmouth volt az első afroamerikai katonai egység, az Első Rhode Island-i Ezred állomáshelye, amely 1778. augusztus 29-én a Rhode Island-i csatában harcolt. A francia flotta érkezése a briteket arra kényszerítette, hogy elsüllyesszék a saját hajóikat, mintsem, hogy a franciáknak adják át őket. Newportban kezdődött az 1781-es menetelés a virginiai Yorktownba, az amerikai katonákat vezető George Washington tábornok, valamint a XVI. Lajos francia király által küldött francia katonák élén álló Comte de Rochambeau vezénylete alatt. Ez Yorktown ostromába és a chesapeake-i csatába torkollott, melyben a briteket végleg legyőzték. Ez a szövetséges sereg egy évet töltött Rhode Island területén, a döntő ütközetre készülve. Számos hazafi, akik itt éltek, bekapcsolódtak az amerikai forradalomba, köztük Samuel Ward és Stephen Hopkins királyi kormányzók – utóbbi a Brown Egyetem első kancellárja –, James Manning tiszteletes, James Mitchell Varnum tábornok, John Brown, Dr. Solomon Drowne, Ezra Stiles (a Yale Egyetem elnöke) és Theodore Foster (Rhode Island első szenátora).

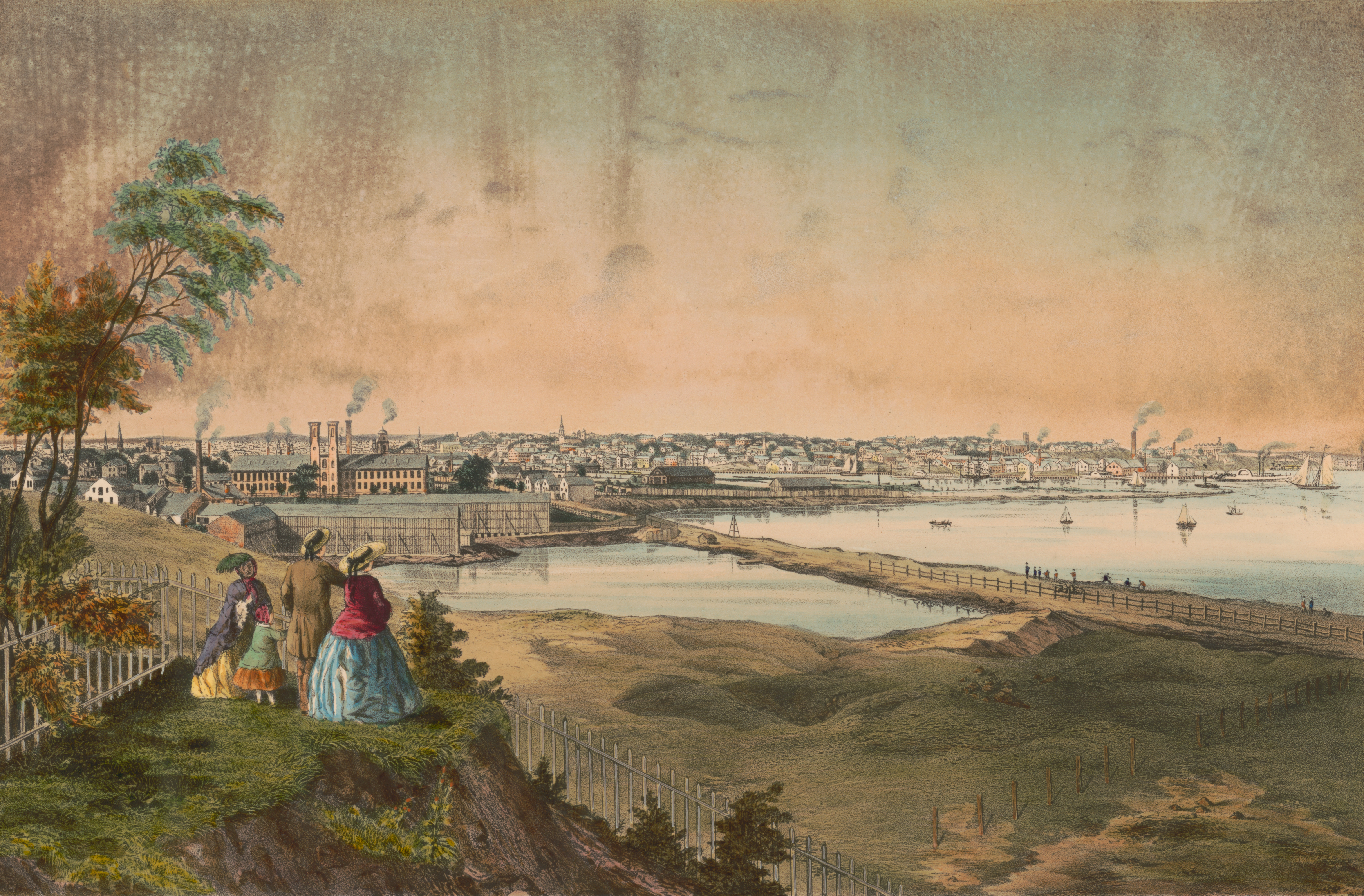
Providence a 19. század közepén

Az ipari forradalom Amerikában 1789-ben kezdődött, amikor Thomas Somers angol tervek alapján textilgyártó gépet épített. Részt vett a Beverly Gyapotmanufaktúra létrehozásában, amely felkeltette a providence-i Moses Brown figyelmét. Brown pénzt fektetett a Samuel Slater által tervezett és működtetett textilmalomba, ami Amerika második textilmalma lett. Ahogy az ipari forradalom egyre több embert vonzott a városokba, úgy kialakult egy földtulajdon nélküli, és így szavazati joggal sem rendelkező osztály. 1829-re az állam szabad fehér férfi lakosságának 60%-a nem volt szavazásra jogosult. Számos kísérlet történt ennek a problémának a megoldására, de egyik sem volt sikeres. 1842-ben Thomas Dorr megfogalmazott egy liberális alkotmányt, amit a népszavazás el is fogadott, de a hatalmon lévő konzervatív kormányzó, Samuel Ward King szembeszállt az emberek akaratával. Ez vezetett a Dorr-lázadáshoz. Bár ez nem érte el a célját, novemberben elfogadták az alkotmány módosított változatát, ami megengedte, hogy bármelyik fehér férfi szavazhasson, amennyiben földet birtokol, vagy 1 dolláros adót fizet.
A háború utáni években Rhode Island, az iparosodáson kívül, erősen érintett volt a rabszolga-kereskedelemben is. A rabszolgaság az államban már 1652 óta létezett, és 1774-re Rhode Island lakosságának 6,3%-a volt rabszolga, majdnem kétszer annyi, mint bármelyik más új-angliai kolónián. A 18. század második felében számos Rhode Island-i család vett részt a rabszolga-háromszögben zajló kereskedelemben. Ezek közül Brown Egyetem nevét adó Brown család fiai, John és Nicholas voltak a legismertebbek (bár néhány Brown, különösen Moses, kiemelkedően rabszolgaság-ellenes volt). A forradalom utáni években a Rhode Island-i kereskedők 60 és 90% közötti mértékben uralták az amerikai rabszolga-kereskedelmet.

### A polgárháborútól a nagy válságig: 1860–1929
Az amerikai polgárháború alatt Rhode Island volt az első állam, amely Lincoln elnök kérésére katonákat küldött az államok megsegítésére. 25 236 katonát toborzott, akik közül 1685 elesett. Rhode Island, a többi északi állammal együtt, ipari kapacitását az uniós hadsereg támogatására használta, elősegítve a győzelmet. Newport városa volt az Egyesült Államok tengerészeti akadémiájának ideiglenes székhelye a polgárháború alatt.
Az állam folyamatos fejlődése és a modernizáció a városi tömegközlekedés létrehozásához és javuló egészségügyi ellátáshoz vezetett. 1866-ban Rhode Island eltörölte a faji elkülönítést az állami iskolákban.
A háború utáni bevándorlás megnövelte a lakosság számát. Az 1860-as évektől az 1880-as évekig a legtöbb bevándorló Angliából, Írországból, Németországból, Svédországból és Québecből jött. A század vége felé a legtöbb emigráns viszont már Kelet-Európából és a Földközi-tenger térségéből érkezett Rhode Islandre. A századfordulón az államnak kirobbanóan erős gazdasága volt, ami ideális táptalajt biztosított a bevándorlási hullámnak. Az első világháborút megelőző években az állam alkotmánya reakciós maradt, összehasonlítva az ország többi részén mutatkozó reformokkal. Az állam sosem ratifikálta az alkotmány 18. kiegészítését, ami az alkohol nemzeti tilalmát vezette be. Az első világháború során Rhode Island 28 817 katonát küldött a háborúba, akik közül 612-en elestek. A háború után az államot nagymértékben érintette a spanyolnátha pusztítása. Az 1920-as és az 1930-as években a vidéki területeken jelentősen megugrott a Ku Klux Klan tagjainak száma, főleg az államba történő jelentős bevándorlás hatására. Úgy tartják, hogy a klán gyújtotta fel Scituate-ben a Watchman Ipari Iskolát, melybe afroamerikai gyerekek jártak.

### Modern kor: 1929–től napjainkig

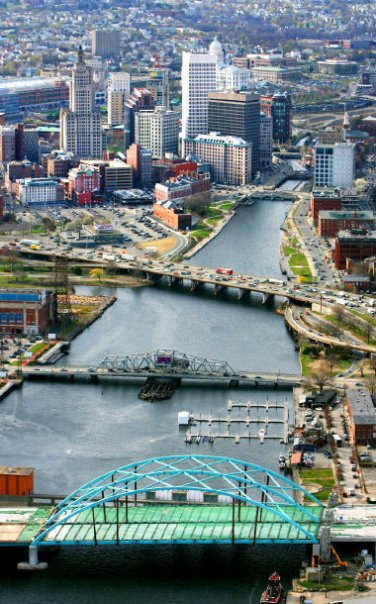
Providence a 21. században

A 20. században az állam tovább fejlődött, bár az ipari hanyatlás számos városrészt tett lepusztulttá. Ezeket tovább sújtotta az Interstate állami utak, valamint a GI-törvényjavaslat (a leszerelő katonáknak nyújtott, egy évig járó heti húsz dollár segély megszavazása) okozta szuburbanizáció.
A nagy gazdasági világválság óta az államban a Demokrata Párt uralja a helyi politikát. Az állam széles körű egészségbiztosítási rendszert nyújt a szegény sorsú gyermekeknek és kiterjedt szociális hálóval rendelkezik, számos városrészben azonban még mindig nagy a gyermekszegénység. A bostoni lakosok beáramlásának következtében emelkedtek a lakhatási költségek, ami a hajléktalanok számának növekedését eredményezte.
Jelentős Rhode Island-i demokrata személyiségek: William Murphy házelnök, Joseph Montalbano, a szenátus elnöke, David Cicilline providence-i polgármester, A. Ralph Mollis külügyminiszter, Frank Caprio kincstárnok, M. Teresa Paiva-Weed, a szenátus többségi vezetője és Elizabeth Roberts kormányzóhelyettes. Az elmúlt években John Harwood korábbi házelnök, John Celona szenátor és William Irons szenátor botrányok közepette mondtak le.
A Republikánus Párt, amely szinte nincs is jelen az állami törvényhozásban, időnként sikeresen állított az összállami „jókormányzati reform”-ot képviselő jelölteket, akik kritizálták az állam magas adóit és amit a Demokrata Párt túlkapásainak tartottak. Az East Greenwichből származó Donald Carcieri – az állam kormányzója 2003–2011 között) és a korábbi polgármester, a providence-i Vincent A. „Buddy” Cianci is (aki később független politikai vezető lett) is republikánus reformerjelöltként indult.

## Kormányzata
Rhode Island fővárosa Providence. Az állam egyike azon kevés államoknak, ahol a kormányzónak nincs állandó rezidenciája. Az állami törvényhozás a Rhode Island-i Közgyűlés, ami a 75 fős képviselőházból és a 38 fős szenátusból áll. Mivel az állam lakossága alig éri el a szövetségi szavazatok minimális küszöbét, a lakosságszámhoz viszonyítva igen nagy arányban képviseli a polgárokat az egy lakosra jutó nyolcadik legnagyobb elektori számmal és a második legtöbb képviselői hellyel.
Szövetségi szinten Rhode Island az egyik legmegbízhatóbb demokrata állam az elnökválasztási kampányok során. 1908-ig ugyan a republikánusok voltak hatalmon, de a következő 24 elnökválasztás során mindössze hét alkalommal született más eredmény. A demokrata elnökjelöltek rendszeresen itt érik el a legjobb eredményeket, így például 1980-ban Rhode Island egyike volt annak a hat államnak, amelyek a republikánus Ronald Reagan ellen voksoltak. 1984-ben ugyan nyert itt Reagan – ebben az évben 49 államban aratott győzelmet –, de itt érte el a második leggyengébb eredményét eközül a 49 szövetségi állam közül. Rhode Island volt a legmagasabb arányú demokrata győzelmet hozó állam 1988-ban és 2000-ben, és a második legmagasabb arányt hozta 1966-ban, 1996-ban és 2004-ben. Legegyértelműbb demokrata győzelem 1964-ben született, amikor az állam szavazóképes polgárainak több mint 80%-a szavazott Lyndon B. Johnsonra. A 2004-es elnökválasztás során Rhode Island több mint 20 százalékpontos győzelmi eltérést hozott John Kerrynek George W. Bush-sal szemben (a harmadik legnagyobb különbség az államok között), a szavazatok 59,4%-ával. Az állam 39 városából 36-ban a demokrata jelölt ért el többséget. Ez a három kivétel East Greenwich, West Greenwich és Scituate volt. 2008-ban Rhode Island Barack Obamának 29%-os fölényt eredményezett (a harmadik legnagyobb), a szavazatok 63,13%-ával, John McCain ellenében. Scituate városát kivéve minden Rhode Island-i város a demokrata jelöltre szavazott.
Rhode Island nagyon korán eltörölte a halálbüntetést, másodikként Michigan után. Az utolsó kivégzés az 1840-es években történt. (Jelenleg 15 amerikai államban nincs halálbüntetés.) 2009 novemberétől az állam területén már nem legális a prostitúció, ami a korábbi harminc év során volt; Rhode Island az utolsó előtti állam, ahol betiltották. Egy 2009-es tanulmány szerint Rhode Island a kilencedik legbiztonságosabb állam az Egyesült Államokban.
Rhode Island a harmadik állam az Egyesült Államokban, ahol engedélyezték a marihuána gyógyászati célú felhasználását, 2011-ben. Ugyanezen év július 2-án engedélyezték a regisztrált élettársi kapcsolatot azonos neműek között, ezzel ez lett a nyolcadik amerikai állam, ahol törvényesen létezik vagy házasság vagy regisztrált élettársi kapcsolat az azonos neműek részére.
Az állam adói az országban a legmagasabbak közé tartoznak, kiváltképp ilyen a vagyonadó, ami a hetedik legmagasabb a helyi és az állami adók között, és hatodik az ingatlanadók között.

## Népessége
Rhode Island lakosságának nagy része Providence megyében él, a népsűrűség Cranston városában a legmagasabb. Ugyanakkor Providence környékétől északnyugat felé haladva, a Blackstone folyó mentén, egészen Woonsocketig elterülő sávban is magas, mivel itt malmokra épülő ipar virágzott a 19. században. Az Egyesült Államok Népszámlálásügyi Irodája szerint 2005-ben az állam becsült lakossága 1 076 189 fő volt, ami 3727-tel több, mint az azt megelőző évben (0,3%-os növekedés), és 27 870-nel több, mint 2000-ben (2,7%-os növekedés). Ez a szám tartalmazza az utolsó népszámlálás utáni 15 220 fős természetes növekedést (66 973 születés és 51 753 halálozás) és a 14 001 fős bevándorlást – külföldről 18 965 fő vándorolt be, az államból más államokba 4964 fő költözött el.
| Rhode Island lakossága                     | Rhode Island lakossága | Rhode Island lakossága | Rhode Island lakossága | Rhode Island lakossága | Rhode Island lakossága |
| ------------------------------------------ | ---------------------- | ---------------------- | ---------------------- | ---------------------- | ---------------------- |
| Faji megoszlás szerint                     | Fehér                  | Fekete                 | Őslakos                | Ázsiai                 | Óceániai               |
| 2000 (teljes lakosság)                     | 90,96%                 | 6,45%                  | 1,07%                  | 2,74%                  | 0,19%                  |
| 2000 (csak spanyolajkúak)                  | 7,14%                  | 1,42%                  | 0,18%                  | 0,08%                  | 0,07%                  |
| 2005 (teljes lakosság)                     | 90,16%                 | 7,07%                  | 1,09%                  | 3,07%                  | 0,21%                  |
| 2005 (csak spanyolajkúak)                  | 9,12%                  | 1,49%                  | 0,22%                  | 0,008%                 | 0,08%                  |
| 2000–2005 közötti növekedés (teljes)       | 1,76%                  | 12,52%                 | 4,91%                  | 15,09%                 | 9,93%                  |
| 2000–2005 közötti növekedés (nem sp. ajkú) | –0,75%                 | 13,8%                  | 1,03%                  | 15,44%                 | 8,90%                  |
| 2000–2005 közötti növekedés (sp. ajkú)     | 31,21%                 | 7,98%                  | 24,03%                 | 3,78%                  | 11,64%                 |

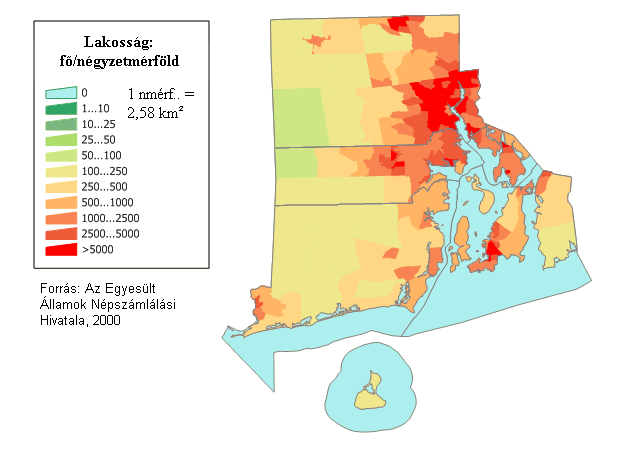
Rhode Island népsűrűsége

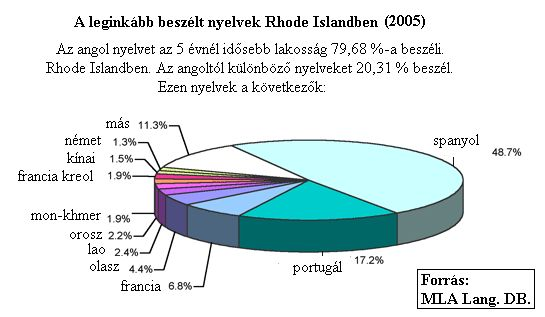
Rhode Islandben beszélt nyelvek

A hat legnagyobb nemzetiség Rhode Island területén származás szerint: olaszok (19%), írek (18,3%), angolok (12,1%), portugálok (8,2%), franciák 8%, francia kanadaiak (6,4%), guatemalaiak (4,4%), Puerto Ricó-iak (3,6%), dominikaiak (3,5%) és kínaiak (2,2%). Az állam népességének 12,7%-át teszik ki a spanyol ajkúak, főként guatemalaiak, Puerto Ricó-iak és dominikaiak.
A 2000-es amerikai népszámlálás szerint az 5 éves vagy annál idősebb lakosság 8,07%-a otthon spanyolul beszél, 3,8%-uk portugálul, 1,96%-uk franciául és 1,39%-uk olaszul.
A 2005-ös népszámlálás adat szerint az 5 éves vagy annál idősebb lakosság 9,89%-a spanyolul, 3,49%-a portugálul, 1,39% franciául, 0,9%-a olaszul, 0,48%-a laoul, 0,45%-a oroszul, 0,39% kambodzsaiul és francia kreolul, 0,31%-a kínaiul, 0,27%-a németül, 0,20%-a koreaiul, 0,18%-a lengyelül, 0,17% tagalogul beszél otthon.
Az állam lakosságának 6,1%-a 5 év alatti, 23,6%-a 18 év alatti és 14,5%-a 65 éves vagy annál idősebb. A nők a lakosság mintegy 52%-át alkotják.
Az összes államközül Rhode Islandnek van a legnagyobb arányú, portugál származású amerikai lakossága (akik többségében Bristol megyét lakják), beleértve a portugál-amerikaiakat és a zöld-foki szigeteki amerikaiakat is. A libériai bevándorlók aránya is itt a legnagyobb, több mint 15 000 lakossal. A francia kanadaiak Providence megye északi területének nagy részén élnek, az olasz-amerikaiak Providence megye közepén és déli részén, míg az ír-amerikaiaknak Newport és Kent megyékben van erős jelenlétük. Az angol származású jenkiknek még mindig van nyoma az államban, főképp Washington megyében, és gyakran mocsári jenkikként hivatkoznak rájuk. Az afrikai bevándorlók, beleértve a zöld-foki szigetekieket, libériaiakat, ghánaiakat és nigériaiakat is, jelentős számban fordulnak elő Rhode Islandben.
A 2000-es népszámlálás során 2127 személy vallotta magát magyar származásúnak, de közülük csak 112 ember használja a nyelvet a mindennapok során. Az államban nincsenek szervezett formában működő magyar közösségek.
Rhode Island területe a legkisebb az amerikai államok közül, és itt a második legnagyobb a népsűsűség (New Jersey után).

### Vallási megoszlása

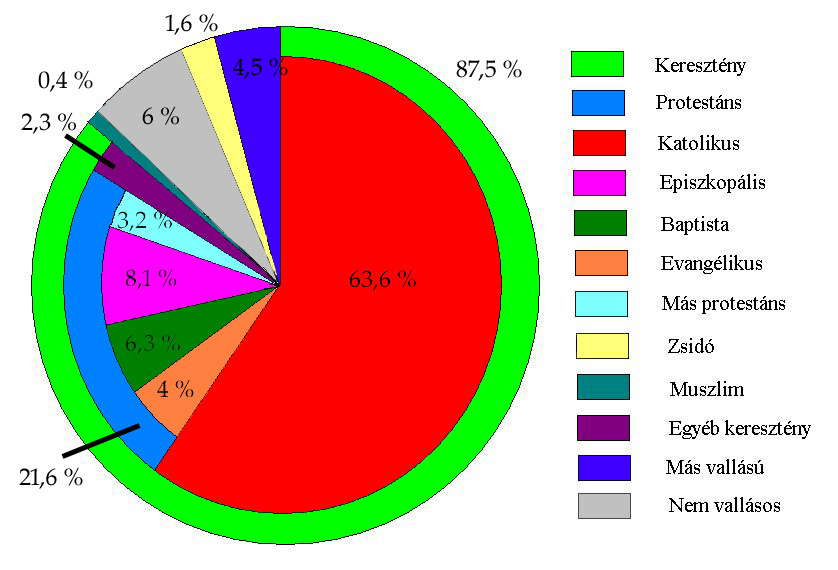
Rhode Island vallási megoszlása

Rhode Island népességének vallási összetétele:
- Keresztény – 87,5%

- Római katolikus –; 63,6%
- Protestáns – 21,6%

- Episzkopális – 8,1%
- Baptista – 6,3%
- Evangéliumi – 4%
- Egyéb keresztény – 2,3%

- Zsidó – 1,4%
- Muszlim – 1,2%
- Nem vallásos – 6%
- Más vallású – 1,9%

A legnagyobb protestáns felekezet az episzkopálisoké 26 756 hívővel és a baptistáké 20 997 hívővel.
Rhode Islandnek van az amerikai nemzeten belül a legnagyobb arányú római katolikus felekezetű népessége, az ír, az olasz és a francia kanadai bevándorlóknak köszönhetően (ez a három csoport alkotja mintegy 55–60%-át az állam lakosságának), valamint jelentős portugál és spanyol ajkú vallási közösségek is alakultak az államban (ez a két nép Rhode Island lakosságának mintegy 20%-át teszi ki). Bár az összes államot tekintve itt a legnagyobb a katolikusok aránya, Rhode Island egyik megyéje sem számít a tíz legkatolikusabb megye közé az Egyesült Államokban, mivel a katolikusok szétszórtan élnek az államban. Jelen van egy ókatolikus beállítottságú kisebbség is, amelyet főleg olyan tagok alkotnak, akik a megosztó kérdésekben képviselt, politika által motivált állásfoglalásai miatt hagyták el a római katolikus vallást. E felekezetek egyike a 2007-ben alakult North American Old Catholic Church providence-i gyülekezete. Rhode Island és Utah az egyedüli két állam, ahol a lakosság nagyobb része egyetlen vallási közösség tagja – Utah-ban a mormon, Rhode Islandben a római katolikus.
Rhode Island zsidó közösségének Providence a központja. 1880 és 1920 közt került sor nagy arányú zsidó bevándorlásra az állam területére. A newporti Touro Zsinagóga, az Egyesült Államok legrégebbi létező zsinagógája a legjelentősebb jelképe annak, hogy ez a bevándorlásnak csak második hulláma volt; az állam zsidó közössége már a gyarmati korban létrejött, portugál zsidók kisebb mértékű bevándorlásával.

### Városai

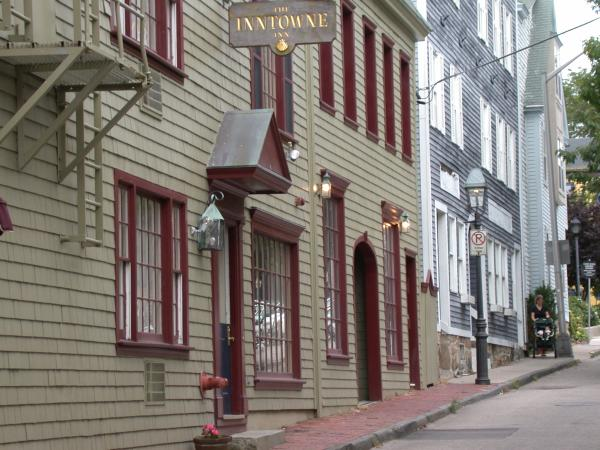
Történelmi utca Newportban

Rhode Islandben 39 város található, melyek közül 31 úgynevezett „town” státuszú, 8 pedig „city” státuszú. A főbb lakóközpontok történelmi tényezők miatt alakultak ki, a vízimalmok munkaigénye miatt főleg a Blackstone, Seekonk és Providence folyók partján. Több más új-angliai államhoz hasonlóan itt is egyes városokon belül ún. falvak találhatóak – ezek a falvaknak nevezett tulajdonképpeni városrészek történelmi kisvárosok, melyeket közigazgatási okokból vontak össze. Ilyen falvak például a South Kingstownhoz (27 921 fő) tartozó Kingston (Rhode Island), ahol a Rhode Island-i Egyetem található, és a North Kingstownhoz (26 326 fő) tartozó Wickford, mely évente nemzetközi művészeti fesztiválnak adnak otthont.
Legnagyobb városa az állam fővárosa, Providence, 171 557 lakosával (2008). Az üzleti életen túl gazdag egyetemi élete is van, itt található a legtöbb felsőoktatási intézmény.
A Kent megyében lévő Warwick (85 925 fő) a második legnagyobb város az államban. Nathanael Greene szülővárosa a legrégibb Rhode Island-i városok egyike, a Függetlenségi háború első mozzanatai itt zajlottak. Itt található az állam legfontosabb repülőtere, a T. F. Green repülőtér, valamint a Rhode Island-i Nemzeti Gárda. A harmadik legnagyobb város a Providence megyei Cranston (81 479 fő), amely egy 2006-os felmérés szerint a 100 legélhetőbb hely között van Amerikában. Emellett az ország 25 legbiztonságosabb városainak egyike.
A szintén Providence megyében lévő Pawtucket (72 998 fő) az amerikai ipari forradalom bölcsője, itt épült fel Samuel Slater gyapotmalma 1793-ban. East Providence (49 123 fő) az állam ötödik legnagyobb városa, valójában Providence külvárosa. Woosocket (43 940 fő) a massachusettsi határ mellett fekszik, de mint a legtöbb fontos város, a Blackstone folyó partján helyezkedik el.
A hetedik legnagyobb Rhode Island-i város Newport (24 409 fő), ez az állam egyik legrégibb települése, 1639-ben alapították, az Aquidneck-szigeten található. Itt van a Salve Regina Egyetem, a Tengerészeti Főiskola. Eisenhower és Kennedy elnöksége idején a nyári pihenéseket az elnök és környezete Newportban töltötte, ezért a várost „Nyári Fehér Háznak” is hívták.

## Közigazgatás

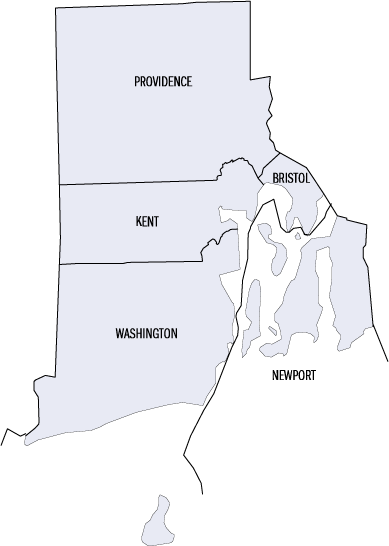
Rhode Island közigazgatási térképe

Az állam öt megyére oszlik.

## Gazdasága

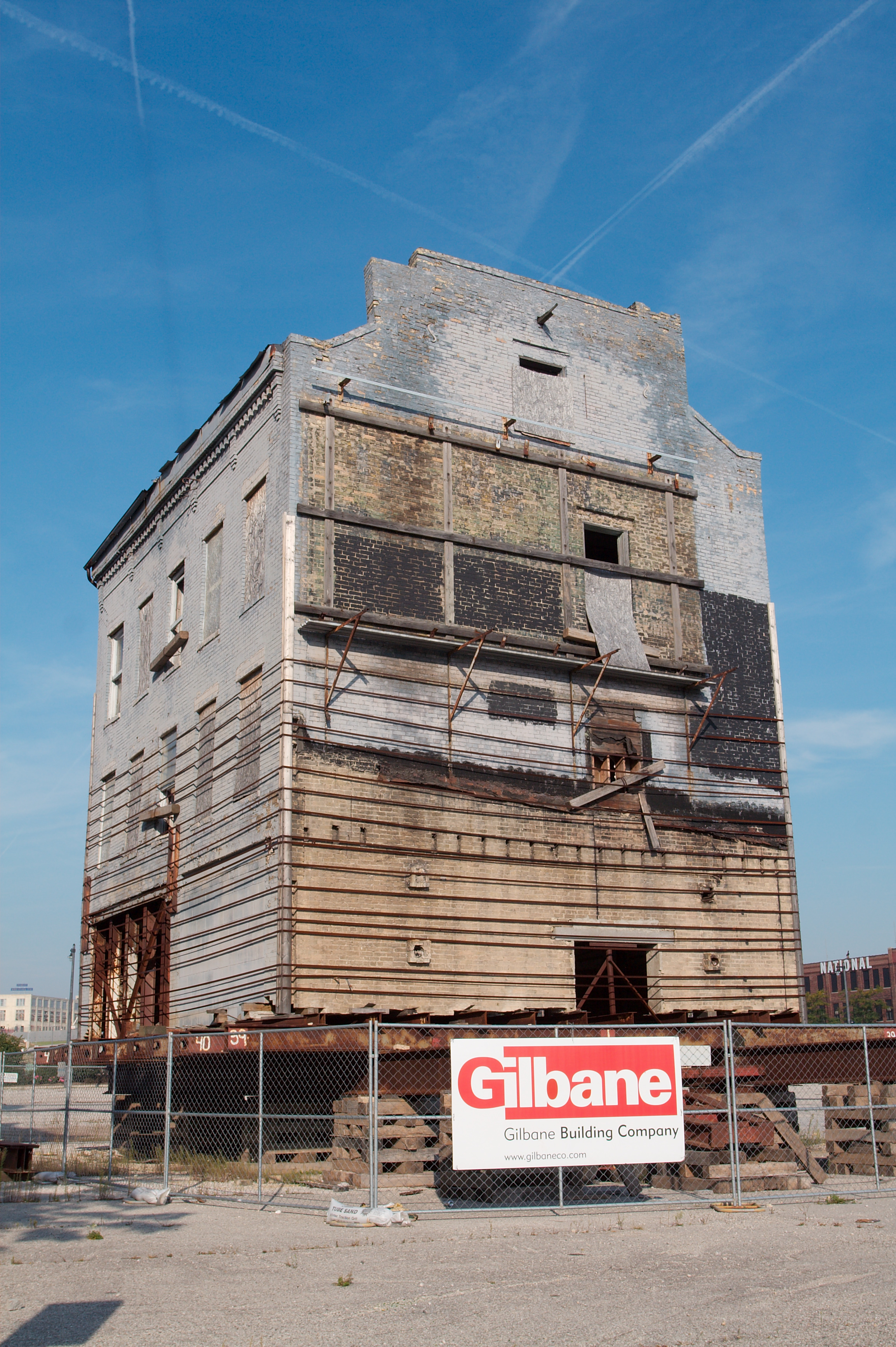
A Gipfel sörfőzde

Rhode Island gazdasága a gyarmati korban a halászaton alapult, amelyet a függetlenség elnyerése után a hajózás és a feldolgozóipar vett át. A Blackstone folyó völgye az „amerikai ipari forradalom szülőhelyeként” ismert. Pawtucketben állította fel Samuel Slayer a Slater-malmot 1793-ban, amely a Blackwater folyó vízerejét hasznosító gyapotmalom volt. Rhode Island egy ideig a textilipar egyik vezető régiója volt, de a nagy gazdasági világválság idején a legtöbb amerikai textilgyárat délre költöztették. A textilipar még mindig része a gazdaságnak, de már nem akkora a jelentősége, mint egykor volt. Rhode Island történelmében fontos iparág volt még a kézművesipar, az ékszer- és az evőeszközgyártás. A Rhode Island-i ipartörténelem érdekes mellékterméke az elhagyott gyárépületek felújítása és lakó-, irodaépületként, múzeumként vagy öregek otthonaként való hasznosítása. Napjainkban az állam gazdaságának alapja a szolgáltatóiparokon, főképp az egészségügyön és az oktatáson, valamint kis mértékben továbbra is a gyárakon nyugszik.
A Citizens Financial Group – az Egyesült Államok 14. legnagyobb bankja – providence-i székhelyű. A Fortune magazin 500-as listáján szereplő CVS és Textron vállalatok Woonsocketben, illetve Providence-ben székelnek. Az FM Global, a Hasbro, az American Power Conversion, a Nortek és az Amica Mutual Insurance, melyek a Fortune 1000-es listáján szerepelnek, mind Rhode Islandben találhatóak. A GTECH vállalat fő központja is Providence-ben van.
2000-ben Rhode Island éves bruttó termelése 33 milliárd dollár volt, ezzel akkor a 45. helyen állt az Egyesült Államokban. Ez egy főre számítva 29 685 dollárt jelent, amivel a 16. helyen állt. Az Egyesült Államok államai között Rhode Islandnek volt a legalacsonyabb az egy főre jutó energiafogyasztása. Energiafelhasználás tekintetében az 5. leghatékonyabb állam. 2010 decemberében a munkanélküliség 11,5% volt.
Az egészségügyi szolgáltatás Rhode Island legnagyobb iparága. A második a turizmus, mely 39 000 állást biztosított és 3,26 milliárd dolláros bevételt hozott 2000-ben. A harmadik legnagyobb gazdasági ágazat az ipar. Az állam legfontosabb iparágai: az ékszerészet, a vas- és acélipar, az elektromos berendezések gyártása, a gépgyártás és a hajóépítés. Rhode Island főbb mezőgazdasági termékei a zöldségfélék, a tej és a tojás. Az államból származik a Rhode Island tyúk, amelynek két változata van, a fehér és a piros.
Rhode Islandnek magasabbak az adói, mint a szomszédos államoké, mert jövedelemadója a szövetségi jövedelemadójának 25%-án alapul. Carcieri kormányzó kijelentette, hogy a magas adó gátolja új vállalkozások létrejöttét, és felvetette, hogy csökkenteni kellene a versenyképesség érdekében. 2010-ben az állam törvényhozása új törvényt hozott a jövedelemadóról, Carcieri június 9-én írta alá. Így Rhode Island versenyképes lett más új-angliai államokkal, mert az adó maximuma 5,99% lett, és az adósávok számát is háromra csökkentették. Az államban 1971 óta fizetnek jövedelemadót.

### Legnagyobb munkáltatók
2011. márciusi adatok alapján Rhode Islandben a következők rendelkeznek a legtöbb alkalmazottal (nem számítva a települések alkalmazottait):
| Sorszám | Munkáltató                                                                           | Alkalmazottak száma | Megjegyzés |
| ------- | ------------------------------------------------------------------------------------ | ------------------- | --- |
| 1       | Rhode Island Állam                                                                   | 14 904              | |
| 2       | Lifespan kórházcsoport                                                               | 11 869              | Rhode Island-i Kórház (7024 alkalmazott), The Miriam Kórház (2410), Newporti Kórház (919), Emma Pendleton Bradley Kórház (800), Lifespan Corporate Services (580), Newport Alliance Newport (68), Lifespan MSO (53), Home Medical (15) |
| 3       | Az Amerikai Egyesült Államok Szövetségi Kormánya                                     | 11 581              | Nincs beleszámítva 3000 katona és 7000 tartalékos, de a Tengerészeti Főiskola 250 alkalmazottja igen |
| 4       | Providence-i római katolikus egyházmegye                                             | 6200                | |
| 5       | Care New England                                                                     | 5953                | A kórházcsoport tervek szerint egybeolvad a Lifespannal. Alkalmazottak száma: Nők és Gyermekek Rhode Island-i Kórháza (3134), Kent Megyei Kórház (1850), Butler Kórház (800), VNA of Care New England (140), Care New England (29)     |
| 6       | CVS Caremark                                                                         | 5800                | Központja Woonsocketben található (5630 alkalmazott). 170 alkalmazottja van a Pharmacare-nél is. |
| 7       | Citizens Financial Group (a Royal Bank of Scotland Group része)                      | 4991                | |
| 8       | Brown Egyetem                                                                        | 4800                | Diákalkalmazottak nélkül. |
| 9       | Stop & Shop Supermarket (az Ahold része)                                             | 3632                | |
| 10      | Bank of America                                                                      | 3500                | |
| 11      | Fidelity Investments                                                                 | 2934                | 2434 alkalmazott Smithfieldben, 500 Providence-ben |
| 12      | Rhode Island ARC                                                                     | 2851                | James L. Maher Center (700 alkalmazott), The Homestead Group (650), Cranston Arc (374), The ARC of Blackstone Valley (350), Kent County ARC (500), The Fogarty Center (225), Westerly Chariho, ARC (52)                                |
| 13      | MetLife Insurance Co.                                                                | 2604                | Biztosítási társaság |
| 14      | General Dynamics Corp.                                                               | 2243                | 2200 alkalmazott a General Dynamics Electric Boatnál North Kingstownban és 43 a General Dynamics Electric Boat – Newportnál Middletownban                                                                                              |
| 15      | Rhode Island-i Egyetem                                                               | 2155                | |
| 16      | Wal-Mart                                                                             | 2078                | Áruházlánc |
| 17      | The Jan Companies                                                                    | 2050                | Jan-Co Burger King (1500 alkalmazott) (Burger King franchiser); Newport Creamery, LLC (400), Quidnessett Country Club (100), The Country Inn (50)                                                                                      |
| 18      | Shaw’s Supermarkets (a SuperValu Inc. része)                                         | 1900                | |
| 19      | St. Joseph Health Services and Hospitals of Rhode Island/CharterCARE Health Partners | 1865                | Fatimai Miasszonyunk Kórház (1343) és Szent József Kórház (522) |
| 20      | The Home Depot, Inc.                                                                 | 1780                | |

## Közlekedési hálózata

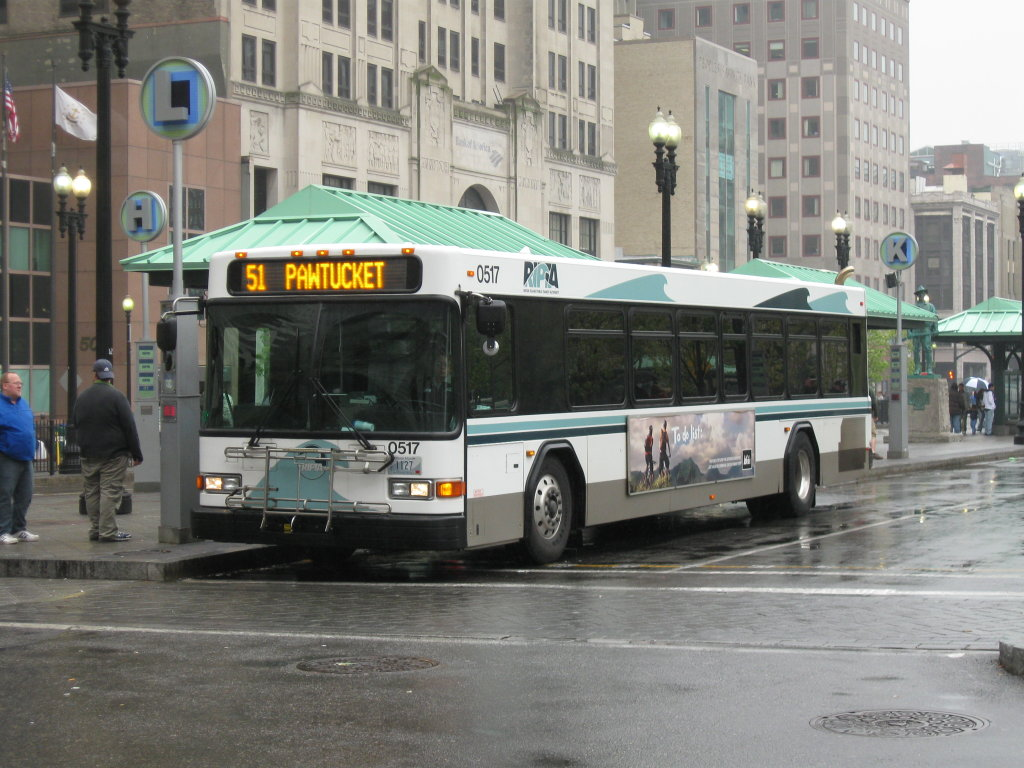
Egy 51-es járatszámú, Pawtucketben közlekedő RIPTA-busz a Kennedy Plazánál

Rhode Island tömegközlekedését a Rhode Island Public Transit Authority (RIPTA), Rhode Island közlekedési felügyelete működteti, amelynek központja Providence belvárosában található. 1966-ban alakult, és a 39 Rhode Island-i város közül 38 közlekedését látja el buszokkal. A RIPTA 56 buszjáratot, 2, „LINK” néven ismert turista-trolibuszjáratot és egy Newportba közlekedő időszakos kompot üzemeltet. Az MBTA (Massachusetts Bay Transportation Authority – Massachusetts-öböl Közlekedési Felügyelet) ingázó vonatai a providence-i déli pályaudvarra, illetve a T. F. Green repülőtérre érkeznek, ezek kötik össze a várost Bostonnal. A kompszolgáltatás a Block-szigetet, a Prudence-szigetet és Hog-szigetet köti össze a szárazfölddel.

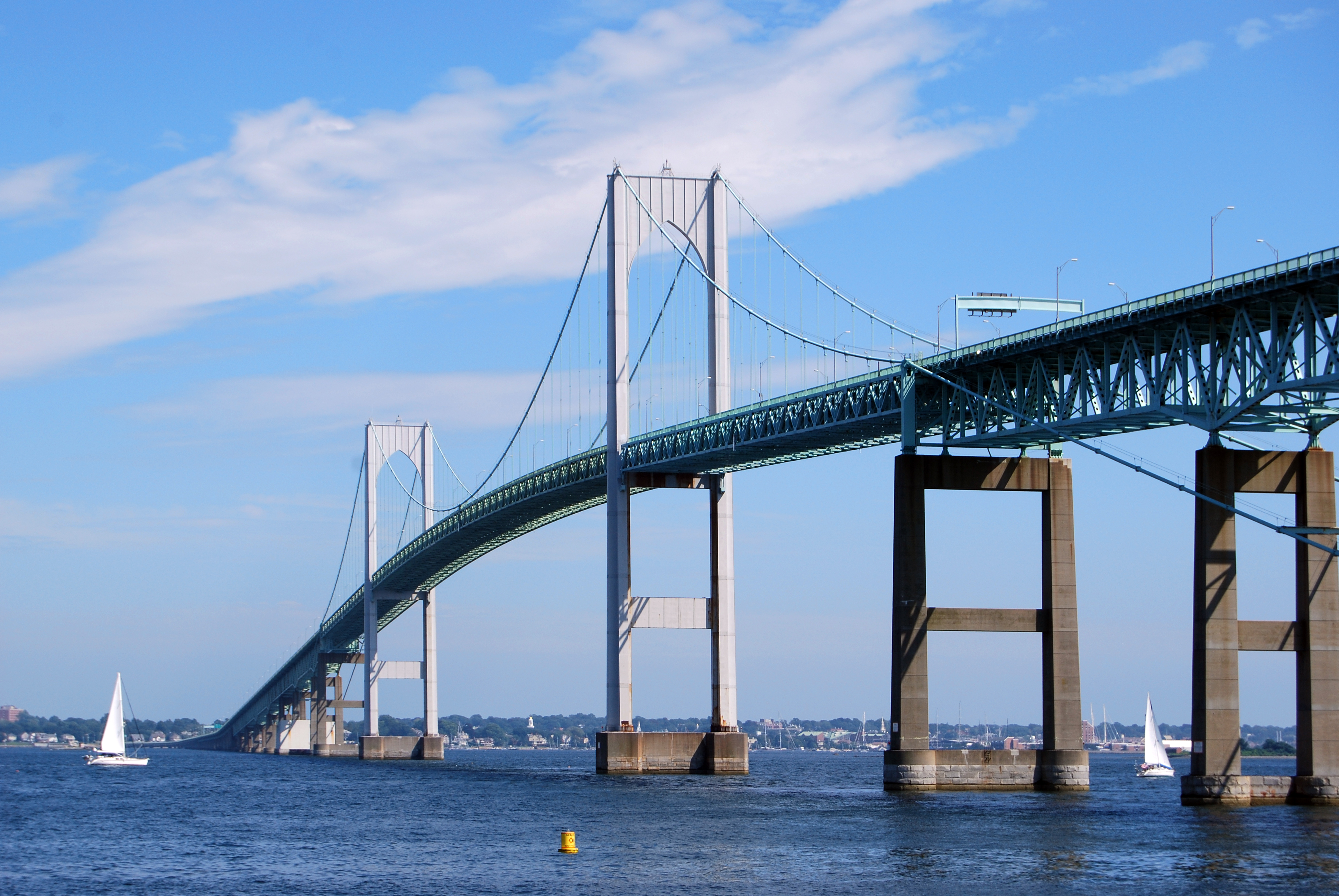
A Claiborne Pell Newport-híd

A térség két fő repülőtere a T. F. Green repülőtér Warwickban és a Logan nemzetközi repülőtér Bostonban. Az ingázó vonat nyomvonalát meghosszabbították, hogy a repülőteret összekössék Providence-szel és így Bostonnal is.
Az I-95-ös autópálya átlósan szeli keresztül az államot, összekötve a legsűrűbben lakott területeket, míg a 295-ös főút Providence körül vezet. Az I-95 az Egyesült Államok egyik legveszélyesebb útja, 2004 és 2008 közt 36 halálos baleset történt itt, majdnem mérföldenként egy.
A Narragansett-öbölben számos híd található, az Aquidneck-szigetet és a Conanicut-szigetet kötik össze a szárazfölddel. A legjelentősebbek a Claiborne Pell Newport-híd és a Jamestown-Verrazzano-híd.
2011 júniusában fejeződött be a Pawtucketen és Providence-en áthaladó bicikliút építése. Ez az út összeköti a Keleti-öbölbeli kerékpárutat a Blackstone folyó kerékpárúttal, ezzel 53,9 kilométeres utat alkot az állam keleti részén.

## Média
Az első újság Rhode Islandben a Rhode Island Gazette volt, 1732. szeptember 27-én adták ki az első, 1733. március 24-én pedig az utolsó példányt Newportban. Az állam területén 2009-ben nyolc napilapot jelentettek meg. A legtöbbjét a 19. században alapították.
Rhode Island legnagyobb napilapja a The Providence Journal, amelyet 1829-ben alapítottak Providence Daily Journal néven (a Daily szó 1920-ban esett ki a címéből), így ez Rhode Island legrégibb, még ma is megjelenő újságja. 2008 első negyedében hétköznap 120 783 példányt adtak el belőle, szombaton 156 980-at, míg vasárnap az eladott példányok száma 171 231 volt; ez csökkenést jelentett az előző évhez képest. 1868-ban az újság elindította délutáni kiadványát, a The Evening Bulletint. Az újság már négy Pulitzer-díjat nyert. Érdekesség, hogy a Szívek szállodája című tv-sorozatban Rory Gilmore egyszer ennél az újságnál volt állásinterjún.
A The Brown Daily Herald a Brown Egyetem diáklapja, 4000 példányban jelenik meg. 1866-ban alapították, ezzel a második legrégibb diáklap az országban.
A woonsocketi The Call napilap, 1892-ben alapították. Providence megyét látja el hírekkel, de Massachusetts déli részén is olvassák. Az 1990-es évekig délutáni újság volt The Evening Call néven. A Kent County Daily Times egy, a hét hat napján megjelenő újság, több megyében olvassák, beleértve a fővárost is. 2009-ben 3930 példányt adtak el naponta. A The Newport Daily News szintén hatnapos kiadvány Newport városában, amely 12 000 példányban jelenik meg. A pawtucketi The Times a hét hat napján, naponta 4766 példányban megjelenő újság, melyet 1885-ben alapítottak. A Warwick Daily Times is hat napon át jelenik meg Warwickban, ezt 2006-ban alapították, míg elődjét, a Pawtuxet Valley Daily Times-t 1892-ben. A The Westerly Sun napilap Westerlyben, 1857-ben alapították és Rhode Islanden kívül még Connecticutban is olvassák.
Rhode Island területén 8 televíziós, 22 FM rádiós és 16 AM rádióscsatorna sugároz. Az állam egy részén Connecticut és Massachusetts állam rádiói is hallhatók. A televíziós csatornák nagy TV-társaságok (NBC, CBS, FOX) alcsatornái. Mindegyiknek rövidített neve van, a legrégebbi csatornák alapításai az 1940-es és 1960-as évekre tehetők: 1949 (WJAR), 1953 (WNAC-TV), 1955 (WPRI-TV), 1963 (WLNE-TV), 1967 (WSBE-TV).

## Oktatási rendszere

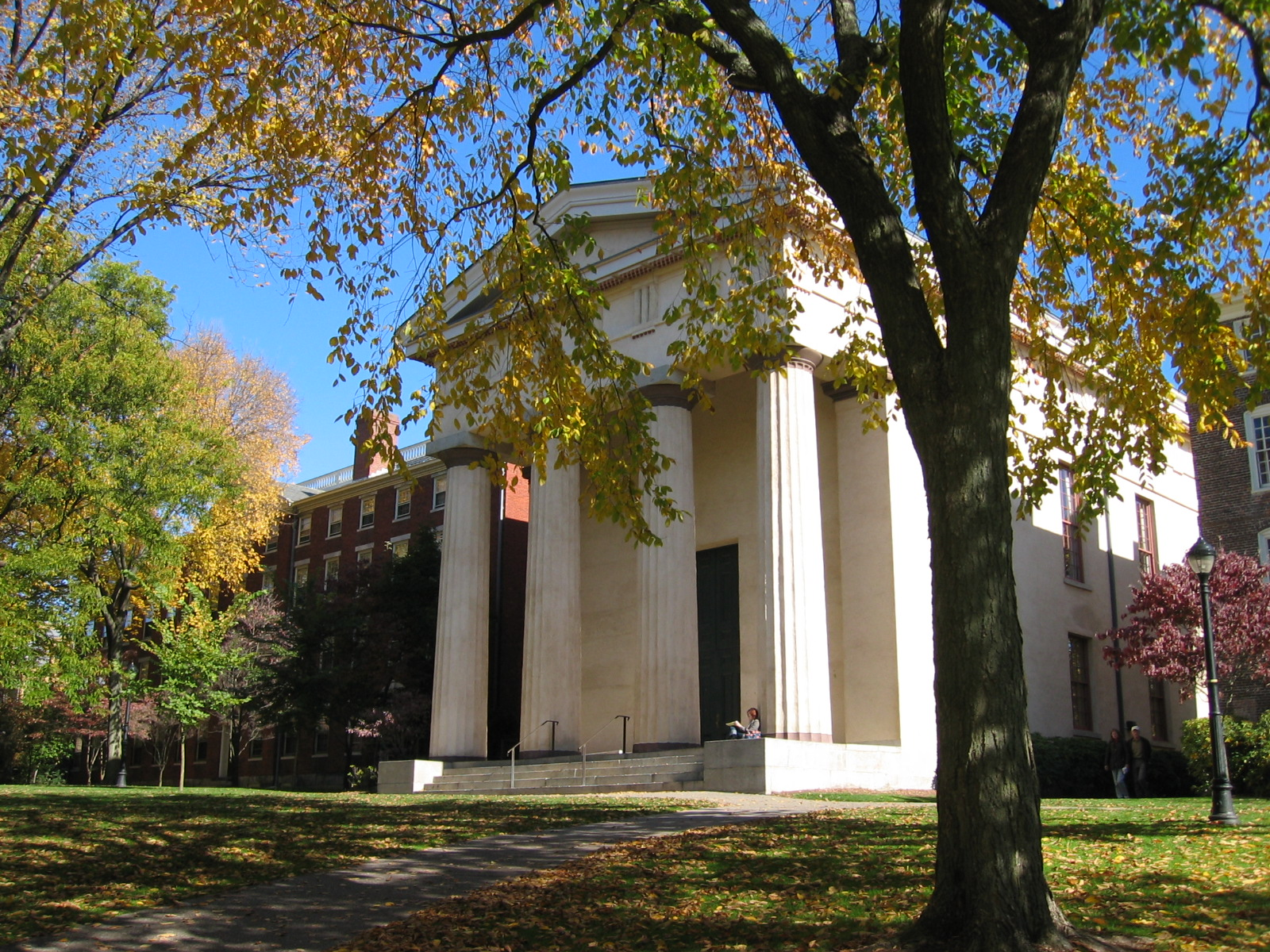
Manning Hall a Brown Egyetemen

Rhode Island területét 50 iskolai körzetre osztották.
Az állam területén 14 főiskola és egyetem található. A köz- és magánegyetemek általában 2 és 4 éves képzést nyújtanak, a 2006–2007-es tanévben az egyetemeken és a főiskolákon tanulók száma 71 175 fő volt. Egy négyéves képzés díja átlagosan 21 577 dollár (állami egyetemen 7192 dollár, magánegyetemen 28 066 dollár).
Rhode Island, mint az egyik legrégibb amerikai terület, számos régi és neves oktatási intézménynek ad otthont. Közülük a legrangosabb a Brown magánegyetem, ami az úgynevezett Borostyánliga (Ivy League) egyetemei (az Egyesült Államok legnevesebb felsőoktatási intézményei) közé tartozik, akárcsak a Harvard vagy a Yale. Pólya György matematikus 1940 és 1942 között volt itt matematikatanár. A legtöbb felsőoktatási intézmény az állam fővárosában, Providence-ben található, ilyen a Brown Egyetem, a Johnson & Wales Egyetem, a Providence-i Főiskola, a Rhode Island-i Főiskola és a Rhode Island School of Design. Több más városban is találhatunk felsőoktatási intézményeket. A Rhode Island-i Egyetem Kingstonban van, a Salve Regina Egyetem és a Tengerészeti Főiskola Newportban. A Bryant Egyetem Smithfieldben, a Community College of Rhode Island pedig az állam több városában tart fenn helyi iskolákat, de a központja Warwickban található, ahol az Új-Angliai Technológiai Intézet is székel. A Roger Williams Egyetem Bristolban található.
Négy főiskolát zártak be az idők folyamán. A Barrington Főiskolát 1900-ban alapították, és 1985-ben, pénzügyi okok miatt zárták be. A Gibbs főiskolát 2009-ben zárták be, 88 éves működés után. A Mount Saint Joseph College és a providence-i Miasszonyunk szeminárium (alapítva 1939-ben) 1975-ben fejezte be működését.

## Kultúrája

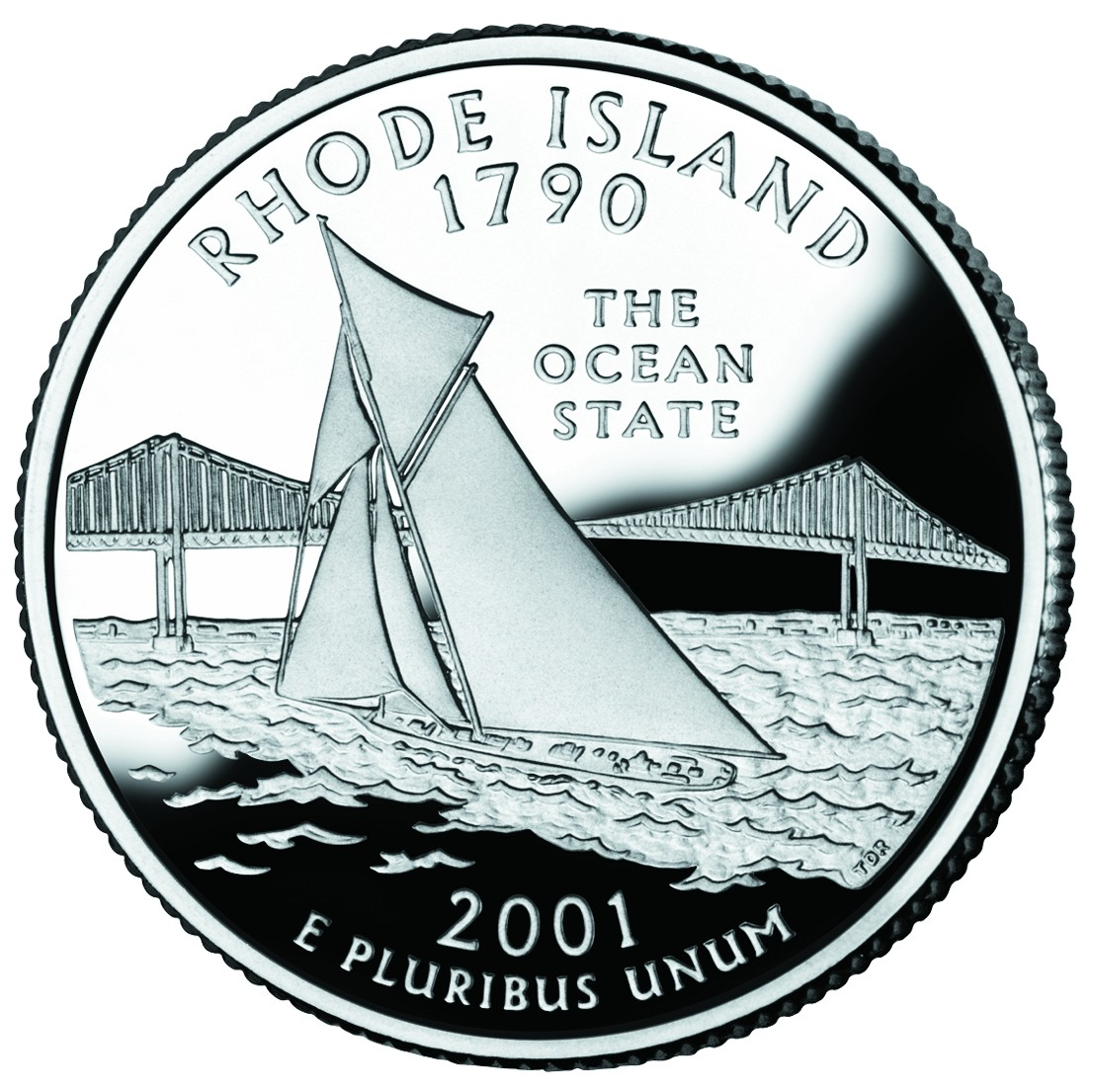
Rhode Island, az Óceánállam

Rhode Island a hagyományok őrzője, a fesztiválok hazája, az „Óceánállam”. Új-Anglia részeként itt az európai hagyományok dominálnak.
A newporti Redwood Library and Athenaeumot 1747-ben alapították, ez az Egyesült Államok legrégibb kölcsönkönyvtára.
Az 1840-es évektől, az 1996-os bezárásáig működött Warwickban a Rocky Point Amusement Park, a Csodapark. 1877-ben Rutherford B. Hayes elnök volt az első elnök, aki telefont használt, és az innen 13 km-re fekvő Providence-t hívta fel. A park Rhode Island egyik legfelkapottabb látványossága volt.
Az Egyesült Államok legrégebbi július 4-i ünnepsége a Rhode Island-i Bristolhoz kötődik. 1785-ben itt ünnepelték meg először az alkotmány aláírásának napját.
Newport a fesztiválok városa. A newporti Folk Festivalt 1959 óta rendezik meg és 1969 óta szintén Newport ad otthont a Newporti Zenei Fesztiválnak is. 1997-től itt kerül megrendezésre a Sunset Zenei Fesztivál.
Rhode Island az egyetlen állam, ahol még ünneplik a Japán Birodalom feletti győzelem napját. A helyiek ez VJ-napnak vagy egyszerűen csak a győzelem napjának nevezik.

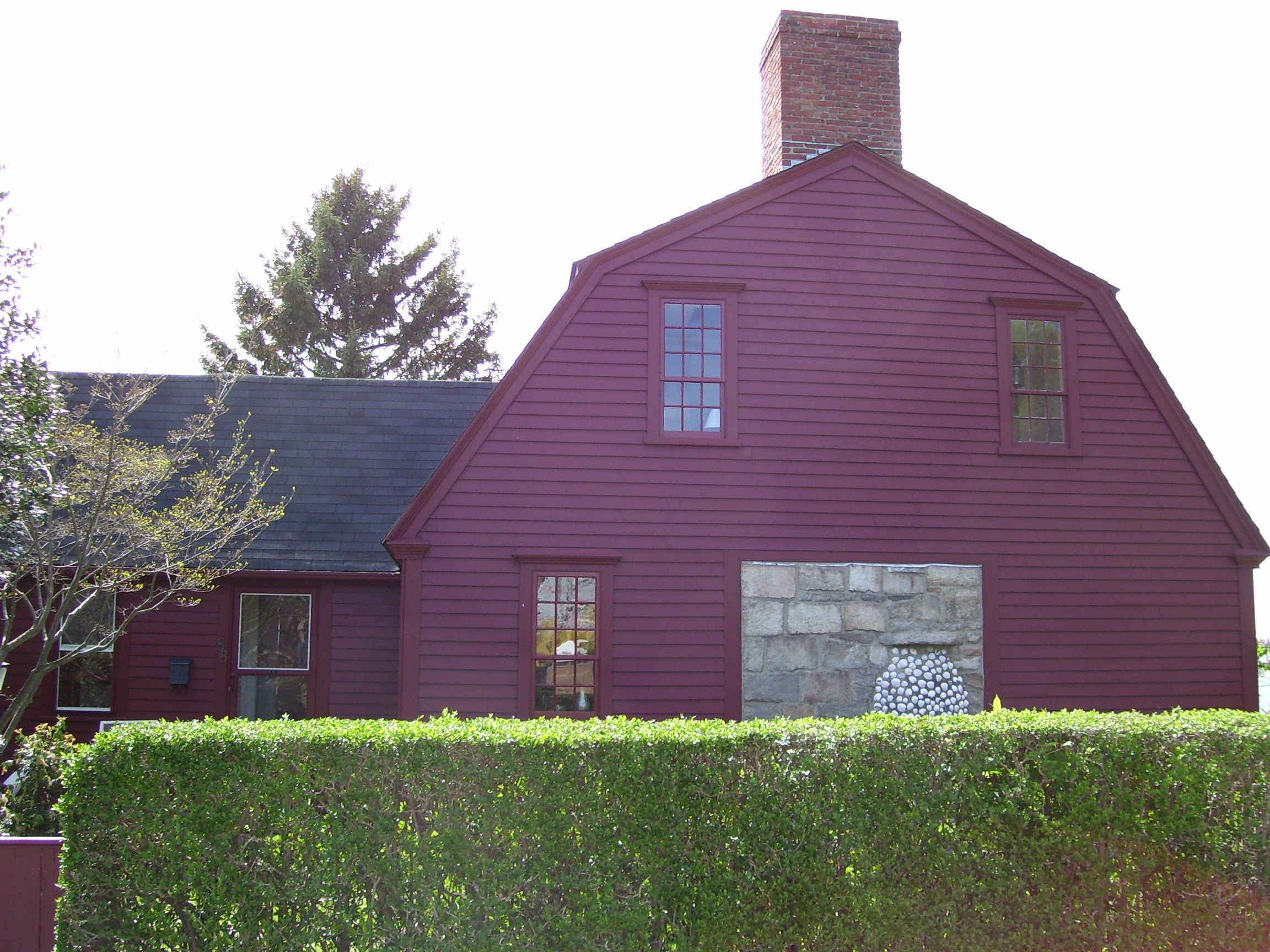
Egy „stone ender” stílusú lakóház

Providence, az állam fővárosa mindig is az állam zenei életének központja volt. Napjainkban helyi rockegyüttesek (Lightning Bolt és az Arab on Radar) zenéje hallható a városban. A Providence School of Designban találkozott a Talking Heads együttes három tagja, de az együttest majd csak New Yorkban alapították meg. 1996-ban a Rhode Island, It’s for Me című dal lett Rhode Island hivatalos „himnusza”. Szövegét Charlie Hall, zenéjét Maria Day írta.
Beceneve, az Óceánállam, meghatározza az állam kultúráját. A newporti kikötőben számos hajó horgonyoz. A T. F. Green Repülőtér előcsarnokában egy életnagyságú vitorláshajót állítottak ki, és az állam rendszámtábláján is egy hullám látható. Ehhez kapcsolódik a Washington megyében található számos strand (a helybeliek csak Déli megyének nevezik a területet), a Rhode Island- i lakosok ide járnak nyaralni.
A Rhode Islandben a 17. században meghonosítottak egy eredetileg Anglia nyugati részén jellemző építkezési módot, amikor a lakóház egyik rövidebb oldala gyakorlatilag egy hatalmas kőkéményből áll. Ez az úgynevezett „stone ender”.

### Rhode Island a populáris kultúrában
- A Family Guy című rajzfilm a kitalált Quahog városában játszódik, Rhode Island államban, azon belül is Providence megyében.[96] A sorozat kitalálója, Seth McFarlane, a providence-i School of Design-ban tanult, az általa kitalált városkában, a háttérben többször láthatóak a jól felismerhető providence-i épületek, mint például a One Financial Center, az 50 Kennedy Plaza és a Bank of America torony. Ezek az épületek azt sugallják, hogy Quahog a belvárostól nyugatra helyezkedik el. Ennek ellenére a kertvárosi jelleget Cranston városa ihlette, ami akkor látható jobban, amikor Quahog tengerpartját ábrázolják (Providence-nek alig van tengerparti szakasza).[97]
- A felső tízezer című film, melynek főszereplői Bing Crosby, Grace Kelly és Frank Sinatra voltak, Newportban játszódott.
- Részben itt játszódik és itt is forgatták az Én és én meg az Irén című filmvígjátékot.
- David Lafleche író két könyvet írt Thundermist kitalált városáról: Thundermist 04167 és A Week Without Sunshine. Thundermist Woonsocket város indián eredetű nevének lehetséges angol változata, egyben gyakori intézménynév a városban.[98]
- Don Bousquet képregénykészítő számos Rhode Island-témájú történetet rajzolt a helyi Providence Journal című lap és a Yankee magazin számára. Bousquet, együttműködve Mark Patinkin újságíróval, két könyvet írt Rhode Islandről: The Rhode Island Dictionary (A Rhode Island szótár) és a The Rhode Island Handbook (A Rhode Island kézikönyv).

## Nevezetes emberek Rhode Islandről

### Sportolók
- Demetrius Andrade (1988) ökölvívó
- Jill Craybas (1974) teniszjátékos
- Clark Donatelli (1967) jégkorongozó
- Lamar Odom (1979) kosárlabdázó

### Szórakoztatóipar
- Seth MacFarlane (1973) színész, rendező (Family Guy)
- James Woods (1947) színész
- Aimee Sweet (1977) modell, pornószínésznő
- Nicholas Colasanto (1924–1985) színész
- Bill Conti (1942) zeneszerző
- Mena Suvari (1979) színésznő

### Művészetek
- Cormac McCarthy (1933–2023) regényíró
- Howard Phillips Lovecraft (1890–1937) író
- Gilbert Stuart (1755–1828) festő

### Egyéb
- Nathanael Greene (1742–1786) forradalmi tiszt

### Nevezetes elsőségek Rhode Islandben
- Rhode Island tiltotta be először a rabszolgaságot Észak-Amerikában, 1652. május 18-án.[99][100]
- A pawtucketi Slater-malom volt az első, teljesen gépesített, anyagilag sikeres gyapotfonó malom Amerikában, alapítása az Egyesült Államok ipari forradalmának kezdetét jelzi.[101]
- A legrégebbi július 4-i parádét a Rhode Island-i Bristolban tartották, azóta is minden évben sor kerül rá.
- Az első baptista templomot Amerikában Providence-ben szentelték fel, 1638-ban.[102]
- A Newport Mercury újságírója, Ann Smith Franklin volt az első női szerkesztő Amerikában, 1762. augusztus 22-én nevezték ki. Halálának kétszázadik évfordulóján, szintén első nőként, bekerült az Újságíró Hírességek Csarnokába is, a Rhode Island Egyetemen.[103]
- Amerika első zsinagógáját, a Touro Zsinagógát 1763-ban alapították Newportban, bár egy másik forrás a New York-i, Mill Street-i zsinagógát tartja a legrégebbinek, amit 1929-ben vagy 1730-ban szenteltek fel, de ezzel is a Touro Zsinagóga a második legrégibb.[104]
- Az első fegyveres lázadás a brit uralom ellen a Gaspee-szkúneren tört ki a Narragansett-öbölben 1772. június 10-én.[105]
- Az Alkotmányozó kongresszus ötlete egy Providence-i gyűlésen született meg 1774. május 17-én, erre a kongresszusra Rhode Island Stephen Hopkinst és Samuel Wardot küldte 1774. június 15-én.[106]
- Rhode Island volt az első állam a gyarmatokon, ahol az első állandó hadsereg felállt (1500 katona), 1775. április 22-én.
- Az amerikai függetlenségi háború első tengeri hadművelete 1775. június 15-én zajlott egy Abraham Whipple kapitány vezénylete alatt álló szkúner és a brit Rose frigatt között. Whipple hajója foglyul ejtette a briteket. Június második felében a Rhode Island-i közgyűlés döntött az amerikai haditengerészet megalapításáról – Whipple kapitányt sorhajókapitánnyá léptették elő, és rábízták a felfegyverzett Katy (később USS Providence) és a Washington hajókat.
- Rhode Island volt az első amerikai gyarmat, amelyik kikiáltotta a brit korona alóli függetlenségét, 1776. május 4-én.[107]
- A newporti Pelham Street volt az első utca Amerikában, ahol bevezették a gázvilágítást, 1806-ban.[108]
- Az első sztrájk az Egyesült Államokban, amiben nők is részt vettek, a Rhode Island-i Pawtucketben volt 1824-ben.[109]
- A Watch Hill az ország legrégibb körhintája, 1850 óta működik.[110]
- Az animált képeket levetítő mozgóképvetítőt Providence-ben szabadalmaztatták 1867. április 23-án.[100]
- Az első amerikai vasúti étkezőkocsit 1872-ben, Providence-ben mutatták be.
- Az első kilenclyukú golfpálya Newportban készült el 1890-ben.[111]
- Az első állami tulajdonú egészségügyi laboratórium Providence-ben létesült 1894. szeptember 1-jén.[100]
- A Rhode Island-i Parlamenté az első teljesen márványból készült kupola az Egyesült Államokban (1895–1901).[100]
- Az első pályás autóversenyt Cranstonban rendezték 1896. szeptember 7-én.[100]
- Az első automobilparádét Newportban tartották, a Belcourt-kastély udvarán, 1899. szeptember 7-én.[100]
- Az első éjszakai NFL-mérkőzést a providence-i Kinsley Parkban tartották 1929. november 6-án, a Chicago (ma Arizona) Cardinals legyőzte a Providence Steam Rollerst 16-0-ra.
- Rhode Island volt az első és egyetlen tagállam, ahol dekriminalizálták a prostitúciót (ezt végül 2009-ben visszavonták).[112]

## Sportélete

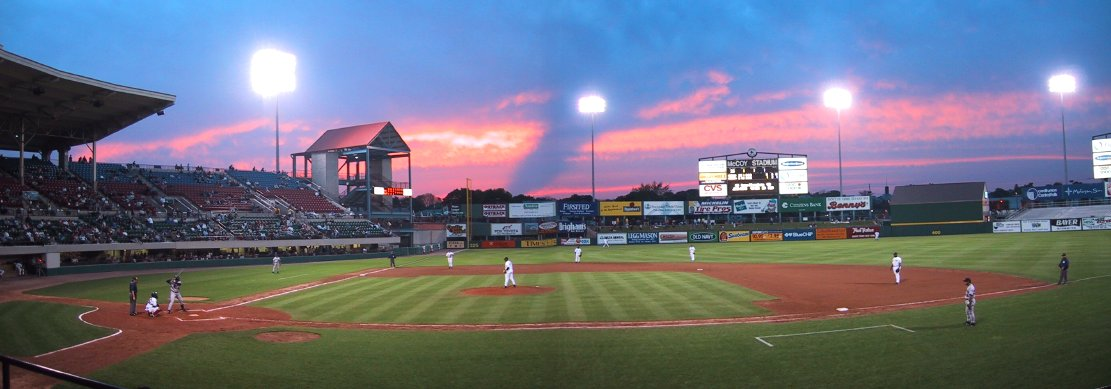
A McCoy Stadium, a Pawtucket Red Sox otthona

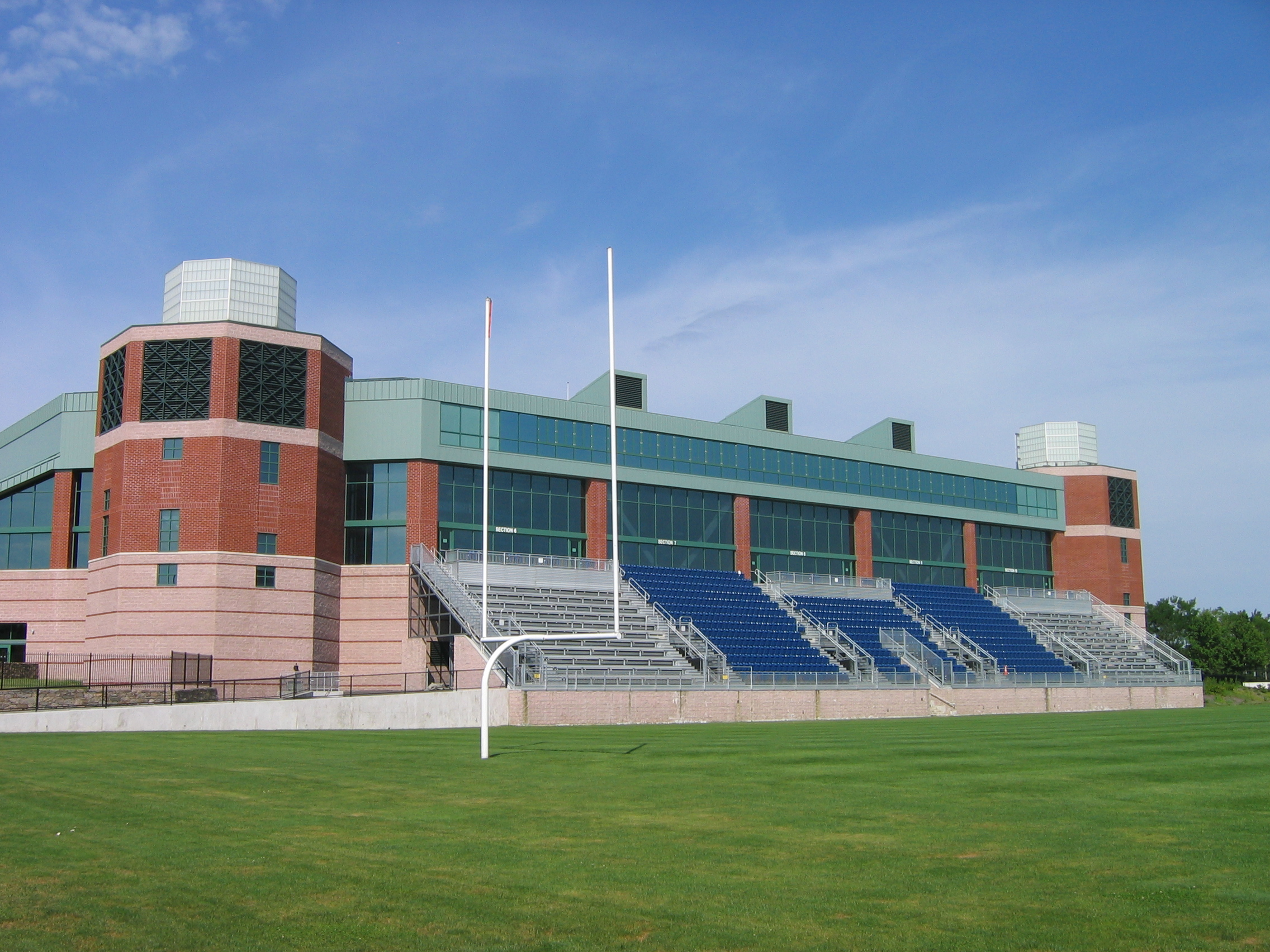
A Rhode Island Egyetem Meade Stadiuma és a Ryan Központ

Rhode Islandnek két profi sportcsapata van, mindkettő egy felsőbb ligás bostoni csapat fiókcsapata. Az egyik a Pawtucket Red Sox, ami a Boston Red Sox baseballcsapat fiókcsapata. A Pawtucket Red Sox a McCoy Stadiumben játszik, 1973-ban és 1984-ben bajnoki címet nyert. A McCoy Stadiumban zajlott a történelem leghosszabb profi baseballmérkőzése. A másik profi csapat a Providence Bruins, amelyik a Boston Bruins NHL-es jégkorongcsapat fiókcsapata. A Providence Bruins a Dunkin Donuts Központban játszik Providence-ben, és az 1998–1999-es szezonban elnyerte az Amerikai Jégkorongliga Calder Kupáját. A Nemzeti Futball-ligába tartozó New England Patriots a Gillette Stadiumban lép pályára Massachusettsben, Foxborough mellett, Providence-től 29 kilométerre északra.
Rhode Island az otthona négy, a Nemzeti Főiskolák Atlétikai Szövetsége 1-es divíziójában induló iskolai csapatnak is. A négy csapat négy különböző csoportban vesz részt a küzdelmekben. A Brown University Bears a Borostyánligában szerepel, a Bryant Bulldogs az Északkeleti Csoportban, a Providence Friars a Nagy Keleti Csoportban a Rhode Island Rams pedig az Atlanti 10-es csoportban. Az iskolák közül három (a Brown, a Bryant és a Rhode Island) a főiskolai futball második legmagasabb szintjén, az FCS divízióban játszik.

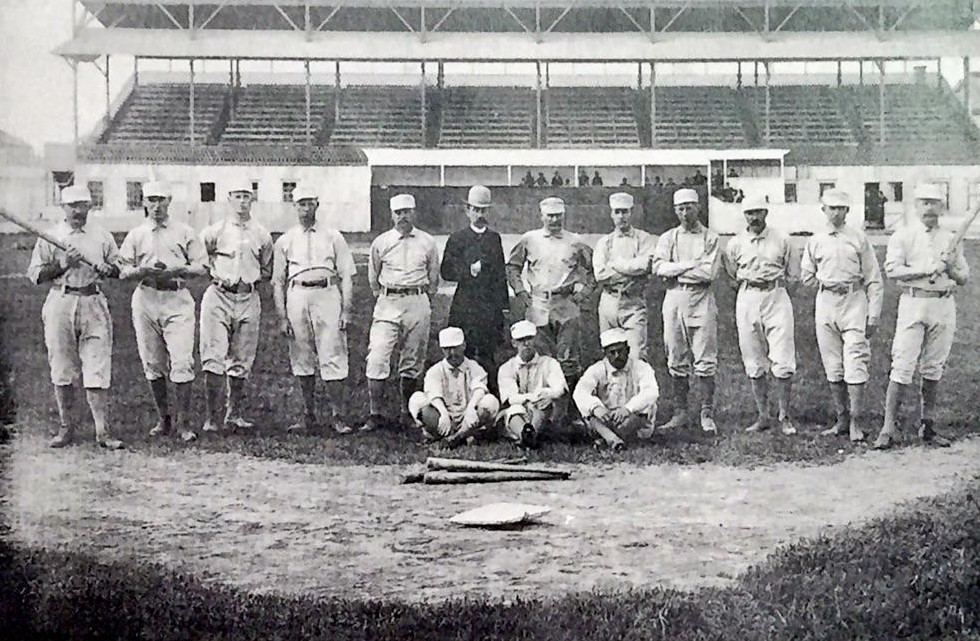
Az 1884-es bajnok, a Providence Grays

Az államnak hosszú időre visszatekintő és mozgalmas sportmúltja van. Providence és Rhode Island jelentős szerepet játszott a versenysport támogatásában, már annak elterjedése előtt. A Providence Grays 1884-ben megnyerte az első baseball-világbajnokságot, ekkor elég volt három mérkőzést megnyerni ehhez. A csapat otthona a régi Messer Street Fielden volt, Providence-ben. A Nemzeti Ligában 1878 és 1885 között szerepeltek. Babe Ruth híres baseball-játékos 1914-ben a Providence Grays csapatánál játszott kölcsönben és első hivatalos hazafutását épp azelőtt ütötte itt, mielőtt a Boston Red Sox visszarendelte.
A Providence Steam Roller mára már feloszlott profi amerikaifutball-csapat 1928-ban NFL-bajnoki címet szerzett. A 10 000-fős Cycledrome-ban játszottak. A hasonló nevű Providence Steamrollers a BAA nevű ligában játszott, amely a mai NBA egyik elődje volt.
Newportból indult az America’s Cup vitorlásverseny 1930 és 1983 közt. Az első Gravity Games és X Games extrémsport-versenyeket Providence-ben rendezték.
Rhode Island az otthona a Tenisz Nemzetközi Dicsőségcsarnokának. Ez Newportban található, a Newport Casinóban, ahol 1881-ben az első amerikai bajnokságot rendezték. A csarnokot és a múzeumot 1954-ben James Van Alen alapította. A múzeum közel 2000 négyzetméteren mutatja be a sportág történelmét a 12. századtól napjainkig. A csarnokhoz 13 füves pálya is tartozik, ezeken rendeznek az Egyesült Államokban egyedül füves borításon profi versenyt Hall of Fame Tennis Championships néven (szponzorált neve: Campbell’s Hall of Fame Tennis Championships). A dicsőségcsarnokba először 1955-ben választottak be híres teniszjátékosokat, 2008-ban már 207 tagja volt.

## Nevezetességei

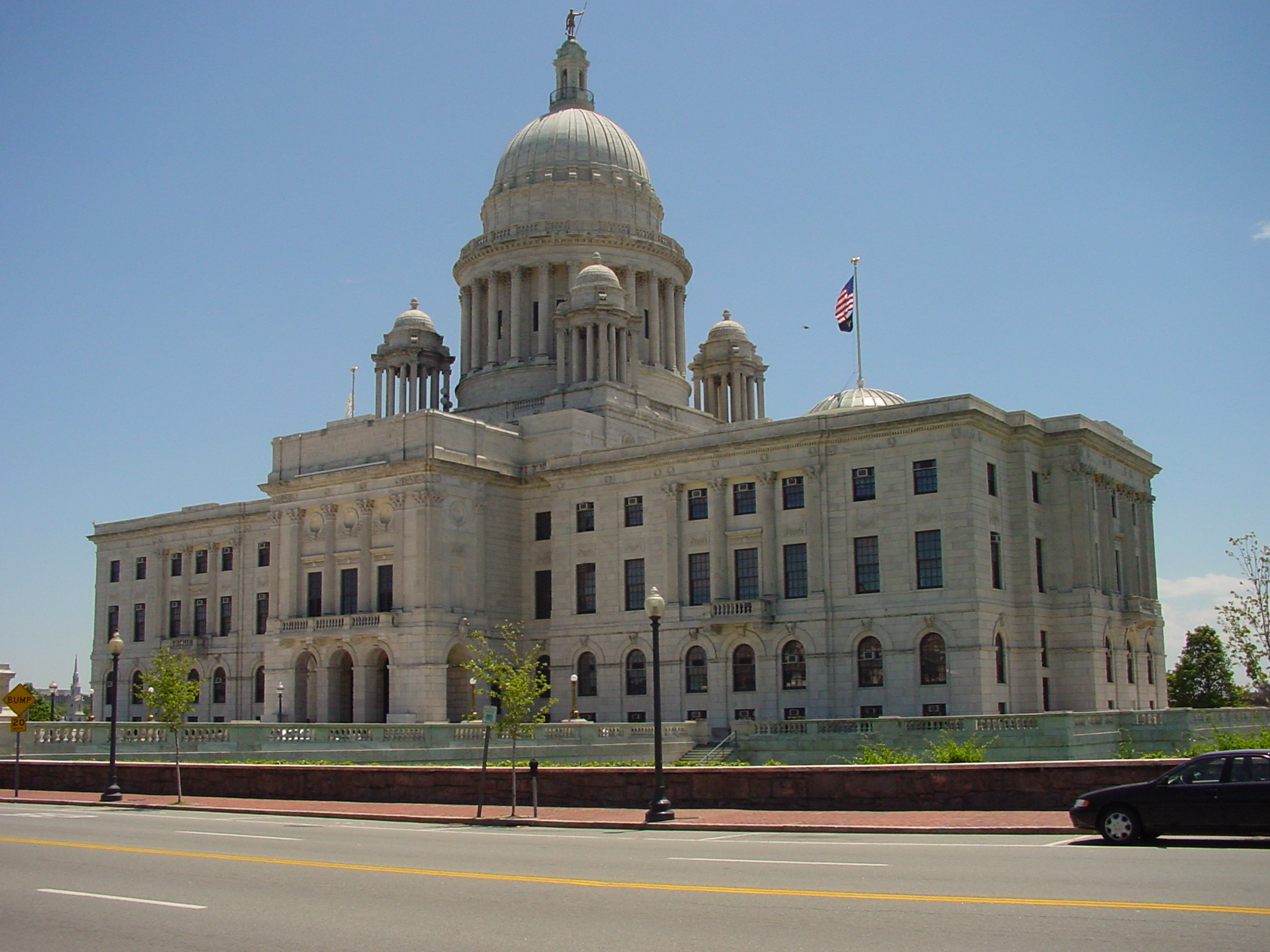
Rhode Island parlamentje

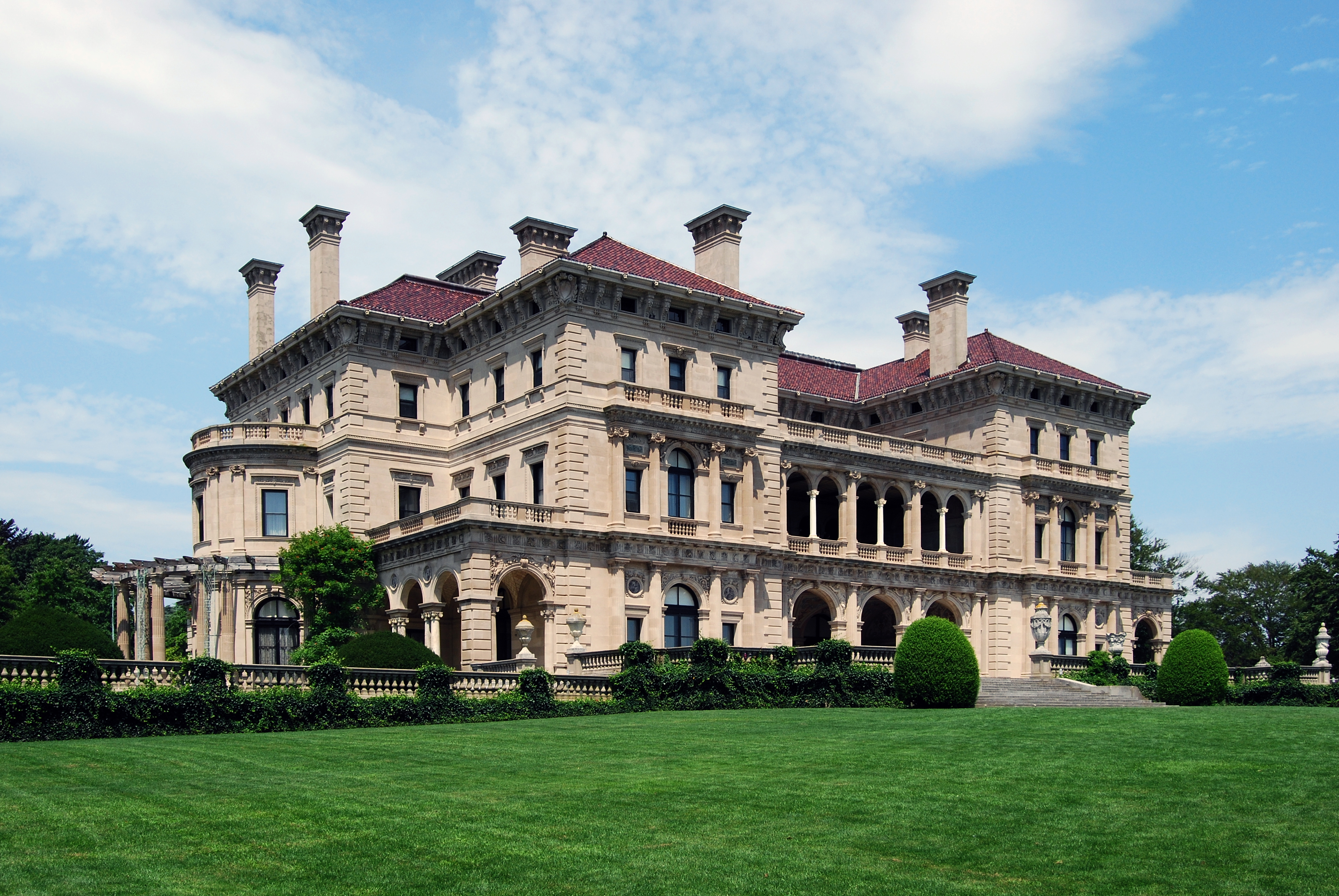
A Breakers Mansion

Az állami parlament épülete fehér georgiai márványból készült. A tetején a világ negyedik legnagyobb önhordó márványkupolája található. Itt őrzik az 1663-ban kiadott Rhode Island-i Kiváltságlevelet, a Brown Egyetem alapító okiratát és más állami kincseket. Providence-ben található az ország első teljesen automata postahivatala is.
Providence az otthona Amerika első baptista egyházának, melyet 1638-ban Roger Williams alapított; jelenlegi templomuk 1774–75-ben épült.
Newportban található a Touro zsinagóga, amelyet 1763. december 2-án szenteltek fel és a helybeli lakosok szerint az első zsinagóga volt az országban – más adatok szerint egy New York-i zsinagóga megelőzi. A klasszikus gyarmati és szefárd stílusú zsinagóga a Roger Williams által hirdetett vallásszabadságot jelképezi. Ma is működik.
Newport tengerparti városában számos híres kúria van, például a Breakers-, a Marble-ház és a Belcourt-kastély. A Newport Toronyról sokan úgy tartják, hogy viking kori, de a történészek szerint valószínűleg csak egy gyarmati kori szélmalom maradványa. A Newport Casino ad otthont a Nemzetközi Tenisz Dicsőségcsarnoknak, egyben aktív teniszklubként is működik.
Az 1A út (a helybeliek szerint az Óceánút) Narragansettben nagy kőkapuk, a Tornyok otthona. Egykoron ez volt a bejárata az 1900-ban leégett Narragansett kaszinónak. A tornyok ma turista-információs irodaként üzemelnek, de kiadják bankett-termeknek is. A Narragansett-öbölben lévő Fort Adams az Eco-Challenge befutója volt 1995-ben.
Rhode Island az otthona egy út menti látványosságnak, a Nibbles Woodawaynak (másik nevén: Big Blue Bug), a világ legnagyobb termeszének, amely egy kártevőirtó cég reklámfigurája.
Rhode Island híres volt a vámpírnőkről szóló legendáiról. A mendemondák szerint 1798 és 1889 között 5 fiatal lány, Sarah Tillinghast, Nancy Young, Juliet Rose, Mercy Lena Brown és Nelly Vaughn sorban egy más után haltak meg egy furcsa betegségben. Nem sokkal haláluk után mindannyian visszatértek a sírból, s a családtagjaik vérét szívták. De Nelly Vaughn holttestének 1889-es elégetése után a gyanús halálesetek megszűntek.